# Cerelles
 (décembre 2015).
Cerelles est une commune française située dans le département d'Indre-et-Loire, en région Centre-Val de Loire.
Cerelles a été longtemps un village exclusivement agricole, vivant de la polyculture, de l'élevage, de la forêt et de la vigne. Depuis les années 1970, le vignoble a disparu et la commune a commencé à accueillir des ménages de l'agglomération tourangelle à la recherche d'espace et de nature, tout en conservant leur centre d'intérêt professionnel sur Tours. La population est ainsi passée de 401 habitants en 1968, à 1 217 en 2007. Ce rythme de croissance démographique, lié à l'urbanisation, devrait se maintenir pendant plusieurs années, compte tenu des surfaces constructibles et de l'attractivité de la commune (proximité de Tours, prix des terrains, cadre de vie). Déjà au XIXe siècle, l'abbé Chevalier, célèbre géographe, auteur des « Promenades pittoresques en Touraine » paru en 1869, appréciait fort le village, ses vallons, son église et son château de Baudry puisqu'il termine sa description par ces mots : « Nous nous sommes arrêtés un peu longtemps à Cerelles, parce que c'est sans contredit la station la plus intéressante [entre Tours et Vendôme] ».
Les anciens perpétuent la prononciation traditionnelle du nom du village : « Srelles ».

## Géographie

### Situation
La commune de Cerelles est située dans la Gâtine tourangelle, aux confins de la Gâtine historique, au nord de Tours, à 12 km du centre de cette ville et à 8 km des zones commerciales et industrielles de Tours-nord.
Elle partage avec Chanceaux-sur-Choisille le hameau de Langennerie où se rassemblent trois bras de la Choisille dans une vallée marquant la frontière sud entre les deux communes. Elle jouxte les communes de Nouzilly à l'est, Rouziers au nord et Saint-Antoine-du-Rocher à l'ouest.
| Rouziers-de-Touraine    |          | Nouzilly                |
|                         | Cerelles |                         |
| Saint-Antoine-du-Rocher |          | Chanceaux-sur-Choisille |

### Relief et paysages
Le relief de Cerelles est modelé par les Choisilles qui se rassemblent à Langennerie : la Choisille de Beaumont, la Choisille de Baudry formée de la Petite Choisille de Chenusson, de celle de Nouzilly et du ruisseau de la Fontaine, et enfin la Choisille de Monnaie grossie du ruisseau du Mortier. Leurs vallées sont étroites – 150 m à 200 m  – et profondément marquées. Elles ne sont pas cultivées mais les rivières actionnaient plusieurs moulins autrefois. Elles sont parfois bordées d'habitations troglodytes ou de caves creusées dans le calcaire comme à la Gaspière, l'Héreau ou la falaise à l'ouest du village dominant le château de la Bédouère. L'essentiel du terroir est constitué d'une terre difficile, évoquée par le nom de Gâtine (terre gâtée, dévastée par des défrichements excessifs et sans discernement, terre pauvre) : argile à silex, argile à perrons, « perruche ».
Hormis les entailles des Choisilles, le plateau de Cerelles présente une pente douce nord-sud, de 140 à 90 mètres.
De la forêt du Moyen Âge subsistent des bois : châtaigniers, chênaies pédonculées, charmes… et des fûtaies qui couvrent environ 25 % du territoire communal. 90 % de ces forêts sont privées. Les bois de Baudry et de Lignières, à l'est, sont les plus vastes avec 160 hectares. Le bois de la Frelonnière, à l'ouest, compte environ 60 hectares tandis que plusieurs fûtaies de moindre importance animent le paysage, totalisant 60 autres hectares.

### Hydrographie

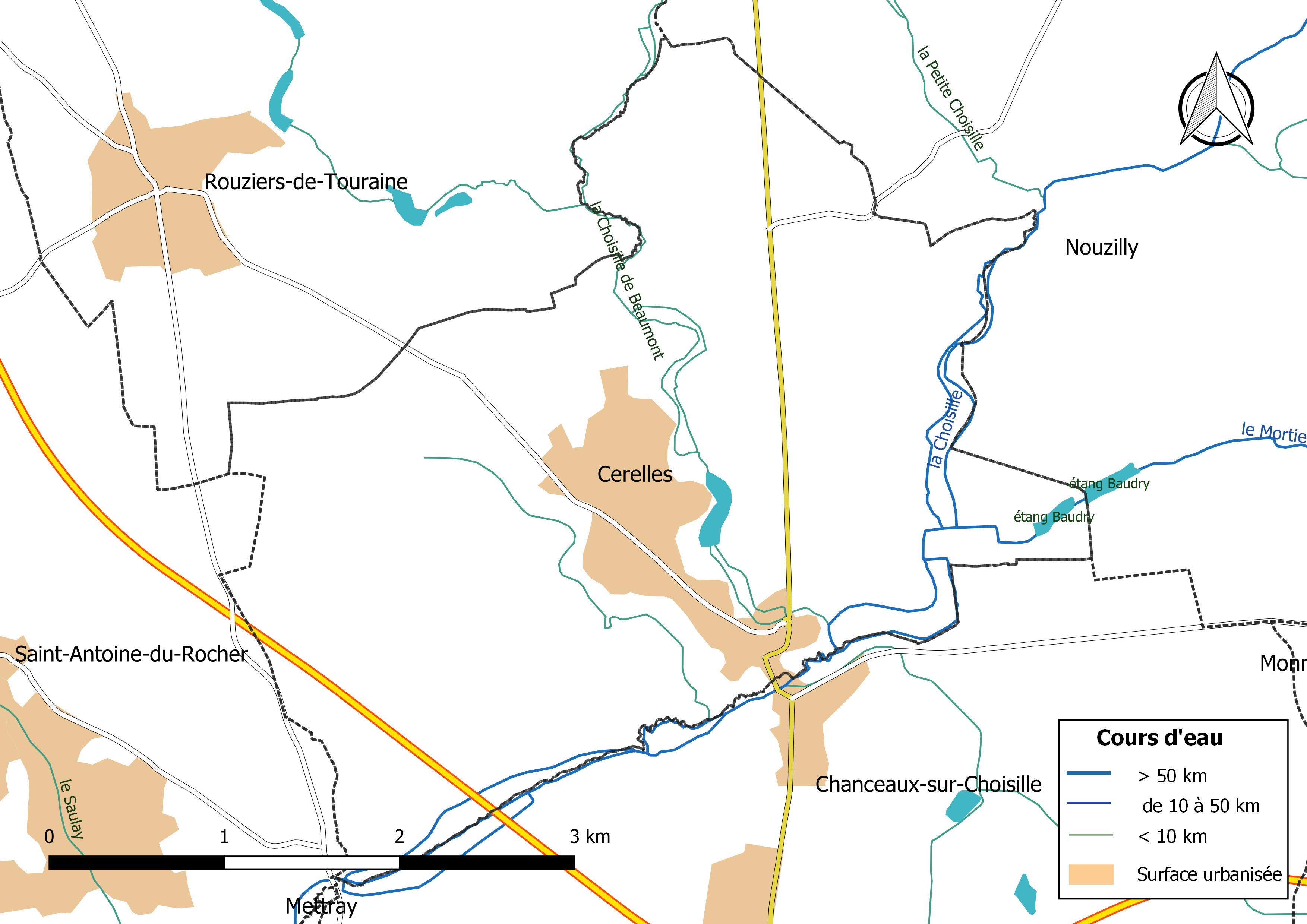
Réseau hydrographique de Cerelles.

Le réseau hydrographique communal, d'une longueur totale de 17,29 km, comprend deux cours d'eau notables, la Choisille (2,426 km) et le Mortier (0,893 km), et six petits cours d'eau dont la Choisille de Beaumont (4,078 km),.
La Choisille, d'une longueur totale de 26,1 km, prend sa source à 149 mètres d'altitude sur le territoire de la commune de Nouzilly et se jette dans la Loire à Saint-Cyr-sur-Loire, à 42 m d'altitude, après avoir traversé 8 communes. 
Ce cours d'eau est classé dans les listes 1 et 2 au titre de l'article L. 214-17 du code de l'environnement sur le Bassin Loire-Bretagne. Au titre de la liste 1, aucune autorisation ou concession ne peut être accordée pour la construction de nouveaux ouvrages s'ils constituent un obstacle à la continuité écologique et le renouvellement de la concession ou de l'autorisation des ouvrages existants est subordonné à des prescriptions permettant de maintenir le très bon état écologique des eaux. Au titre de la liste 2, tout ouvrage doit être géré, entretenu et équipé selon des règles définies par l'autorité administrative, en concertation avec le propriétaire ou, à défaut, l'exploitant,. 
Sur le plan piscicole, la Choisille est classée en deuxième catégorie piscicole. Le groupe biologique dominant est constitué essentiellement de poissons blancs (cyprinidés) et de carnassiers (brochet, sandre et perche).
Le Mortier, d'une longueur totale de 10,5 km, prend sa source dans la commune de Crotelles et se jette dans la Choisille à Cerelles, après avoir traversé 4 communes. 
Sur le plan piscicole, le Mortier est également classé en deuxième catégorie piscicole.
Quatre zones humides ont été répertoriées sur la commune par la direction départementale des territoires (DDT) et le conseil départemental d'Indre-et-Loire : « la vallée de la Choisille de Beaumont de la Plotière au Moulin de la Gravelle », « la vallée de la Choisille de la Harlandière au Château de Baudry », « la vallée de la Choisille de Langennerie au Moulin de Cormiers » et « la vallée du Ruisseau du Mortier du Moulin de Madère au Château de Baudry »,.

### Climat
Pour des articles plus généraux, voir Climat du Centre-Val de Loire et Climat d'Indre-et-Loire.
En 2010, le climat de la commune est de type climat océanique dégradé des plaines du Centre et du Nord, selon une étude du CNRS s'appuyant sur une série de données couvrant la période 1971-2000. En 2020, Météo-France publie une typologie des climats de la France métropolitaine dans laquelle la commune est exposée à un climat océanique altéré et est dans la région climatique Moyenne vallée de la Loire, caractérisée par une bonne insolation (1 850 h/an) et un été peu pluvieux.
Pour la période 1971-2000, la température annuelle moyenne est de 11,3 °C, avec une amplitude thermique annuelle de 14,9 °C. Le cumul annuel moyen de précipitations est de 693 mm, avec 10,6 jours de précipitations en janvier et 6,8 jours en juillet. Pour la période 1991-2020, la température moyenne annuelle observée sur la station météorologique de Météo-France la plus proche, « Tours - Parcay-Meslay », sur la commune de Parçay-Meslay à 8 km à vol d'oiseau, est de 12,2 °C et le cumul annuel moyen de précipitations est de 677,8 mm,. Pour l'avenir, les paramètres climatiques de la commune estimés pour 2050 selon différents scénarios d'émission de gaz à effet de serre sont consultables sur un site dédié publié par Météo-France en novembre 2022.

## Urbanisme

### Typologie
Au 1er janvier 2024, Cerelles est catégorisée bourg rural, selon la nouvelle grille communale de densité à sept niveaux définie par l'Insee en 2022.
Elle est située hors unité urbaine. Par ailleurs la commune fait partie de l'aire d'attraction de Tours, dont elle est une commune de la couronne,. Cette aire, qui regroupe 162 communes, est catégorisée dans les aires de 200 000 à moins de 700 000 habitants,.

### Occupation des sols
L'occupation des sols de la commune, telle qu'elle ressort de la base de données européenne d’occupation biophysique des sols Corine Land Cover (CLC), est marquée par l'importance des territoires agricoles (57,2 % en 2018), en diminution par rapport à 1990 (61,2 %). La répartition détaillée en 2018 est la suivante : 
terres arables (39,8 %), forêts (34,3 %), prairies (17 %), zones urbanisées (8,5 %), zones agricoles hétérogènes (0,4 %). L'évolution de l’occupation des sols de la commune et de ses infrastructures peut être observée sur les différentes représentations cartographiques du territoire : la carte de Cassini (XVIIIe siècle), la carte d'état-major (1820-1866) et les cartes ou photos aériennes de l'IGN pour la période actuelle (1950 à aujourd'hui).

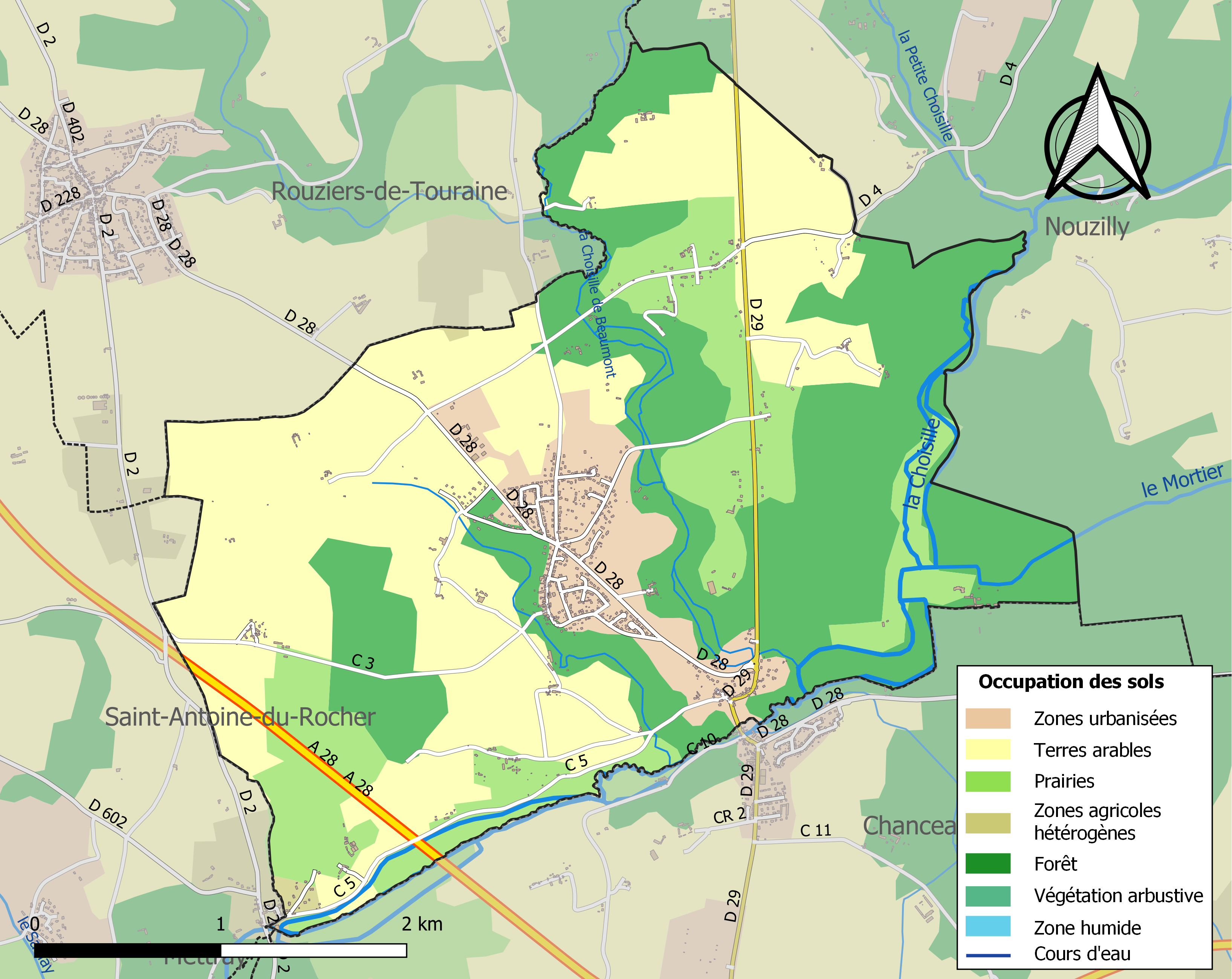
Carte des infrastructures et de l'occupation des sols de la commune en 2018 (CLC).

### Risques majeurs
Le territoire de la commune de Cerelles est vulnérable à différents aléas naturels : météorologiques (tempête, orage, neige, grand froid, canicule ou sécheresse), feux de forêts et séisme (sismicité très faible). Un site publié par le BRGM permet d'évaluer simplement et rapidement les risques d'un bien localisé soit par son adresse soit par le numéro de sa parcelle.
Pour anticiper une remontée des risques de feux de forêt et de végétation vers le nord de la France en lien avec le dérèglement climatique, les services de l’État en région Centre-Val de Loire (DREAL, DRAAF, DDT) avec les SDIS ont réalisé en 2021 un atlas régional du risque de feux de forêt, permettant d’améliorer la connaissance sur les massifs les plus exposés. La commune, étant pour partie dans le massif de Beaumont, est classée au niveau de risque 3, sur une échelle qui en comporte quatre (1 étant le niveau maximal).

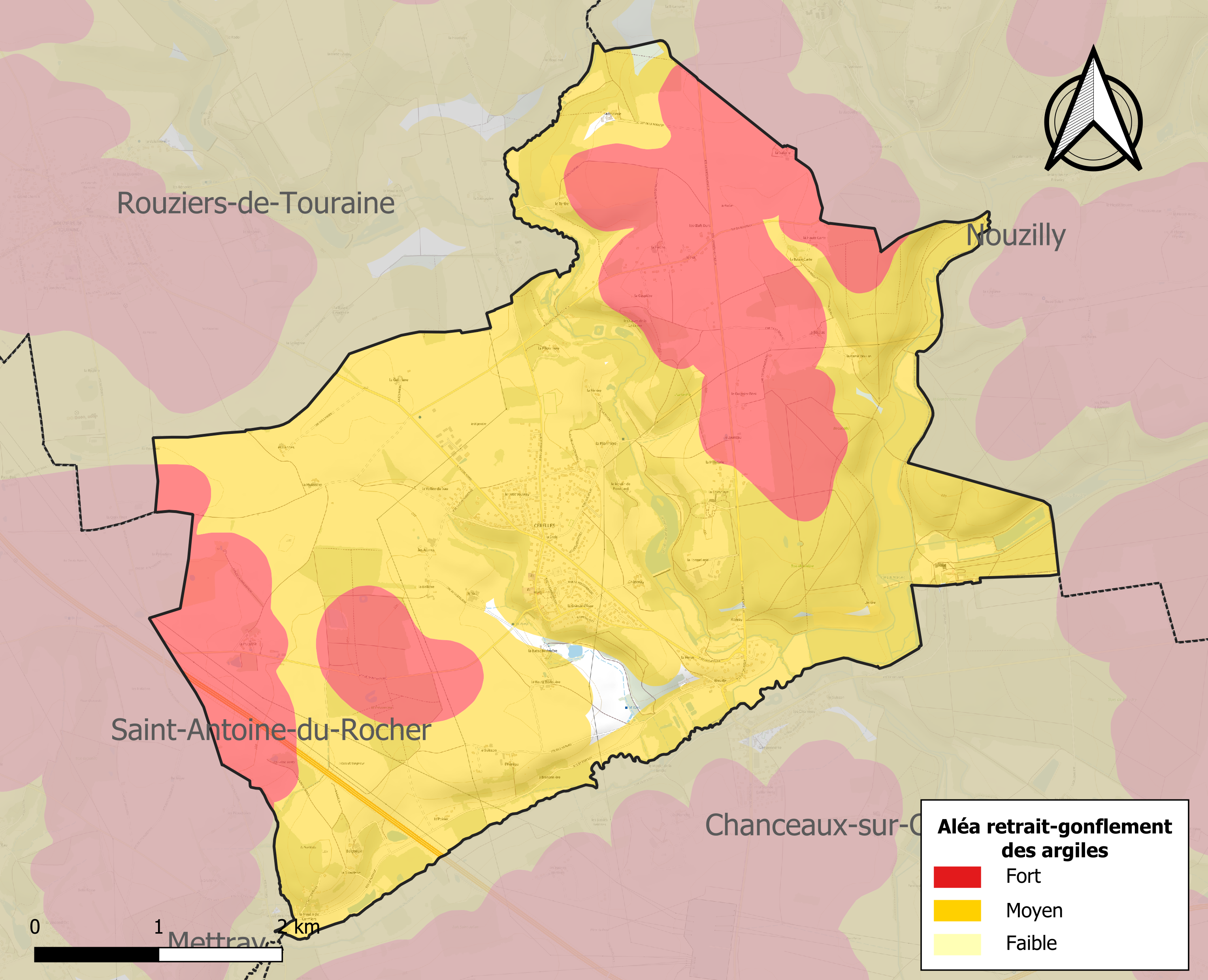
Carte des zones d'aléa retrait-gonflement des sols argileux de Cerelles.

Le retrait-gonflement des sols argileux est susceptible d'engendrer des dommages importants aux bâtiments en cas d’alternance de périodes de sécheresse et de pluie. 98,3 % de la superficie communale est en aléa moyen ou fort (90,2 % au niveau départemental et 48,5 % au niveau national). Sur les 477 bâtiments dénombrés sur la commune en 2019, 474 sont en aléa moyen ou fort, soit 99 %, à comparer aux 91 % au niveau départemental et 54 % au niveau national. Une cartographie de l'exposition du territoire national au retrait gonflement des sols argileux est disponible sur le site du BRGM,.
Concernant les mouvements de terrains, la commune a été reconnue en état de catastrophe naturelle au titre des dommages causés par la sécheresse en 2005 et par des mouvements de terrain en 1999.

## Histoire

### DuXeauXVIIesiècle

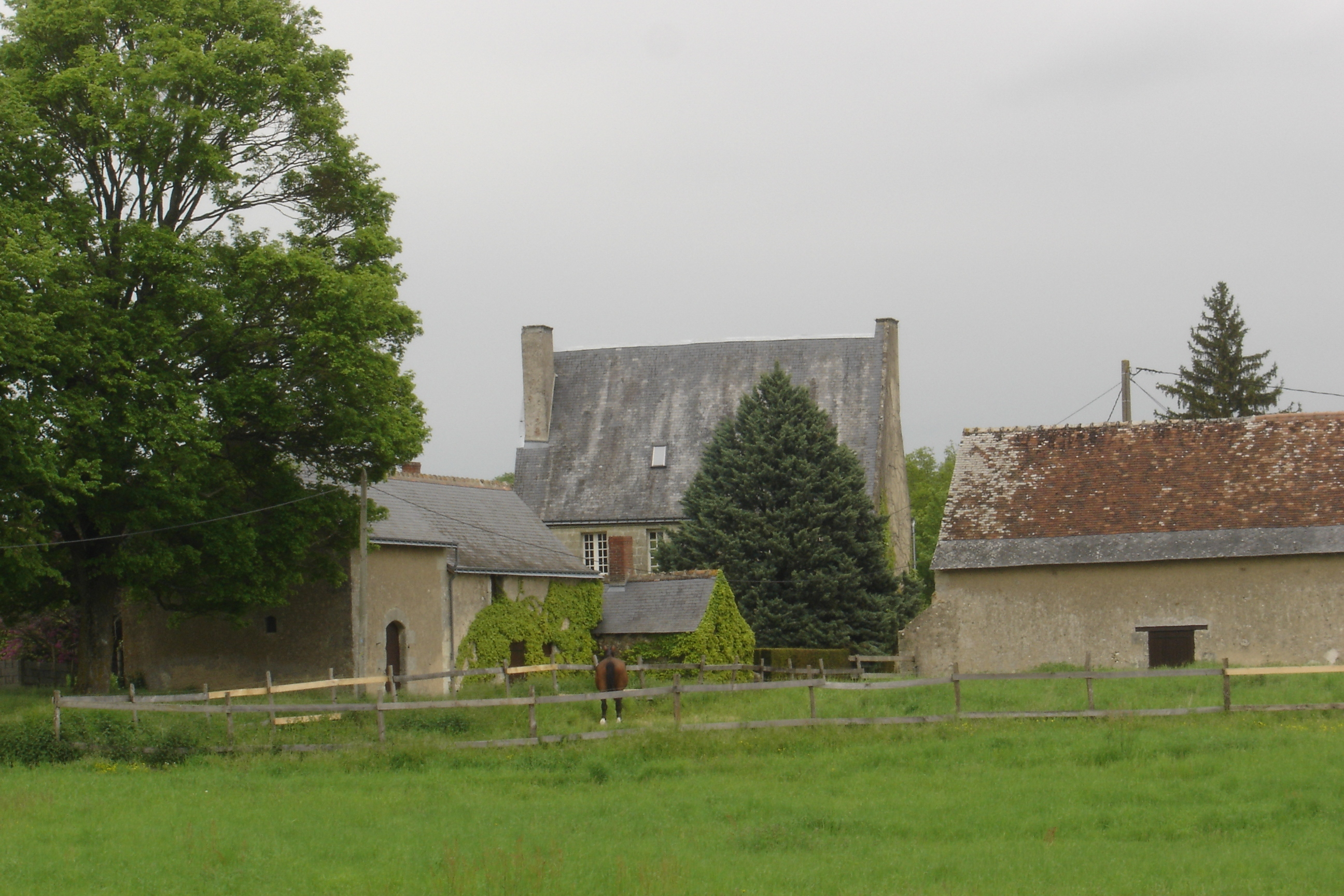
Châtenay, maison monastique du XVe siècle.

Cerelles est mentionné pour la première fois dans une charte de Théotolon, archevêque de Tours, en 943, sous le nom de Cersilla. Puis successivement sous les noms de Cersalis en 978, Cersille en 1144, Cerseles en 1270, Cersolis en 1257, Cerellis, censive de Cereles, en 1290, Cerelles sur la carte de Cassini, Serelles ou Cerelles dans les actes notariaux et administratifs depuis le XVIIIe, et enfin Cerelles ou Cérelles à partir du XXe siècle.
En 943, Théotolon donne l'église Saint-Pierre et le fief de la paroisse à l'abbaye Saint-Julien de Tours. Les moines se sont donc implantés de bonne heure à Cerelles : l'acquisition de quelques terres est mentionné au cours du Xe siècle. Trois siècles plus tard, la seigneurie de Châtenay apparaît à la tête d'un imposant domaine monastique regroupé autour du manoir, centre des biens possédés par l'abbaye de Saint-Julien dans la paroisse de Cerelles et d'un certain nombre de terres de Nouzilly. Son défrichement aurait pu être réalisé au XIIe siècle comme semblent l'indiquer les noms de terre dérivés de noms de personnes : Posson, Bigot, Gaudin, Gelin, Pilon, Julien, Fillon... Elle possède des droits à des titres divers sur les terres de la Ballière, la Bigottière, la Possonière, Vaugodin, l'Aître du bois, la Pilonnière, la Julinière, une métairie de 41 arpents à la Filonière et la Tuffière à Cerelles. La seigneurie de Châtenay dépend de la châtellenie de Chanceaux qui, elle-même, dépend du fief du corps de l'abbaye. À partir de 1230, elle relève de la chambrerie de Saint-Julien et ses revenus servent à habiller les moines. Tout au long du XIIIe siècle, le chambrier agrandit ou regroupe ces biens et les moines ajoutent au patronage de l'église et aux dîmes des terres, des vignes, des prés et des bois. À cause de Châtenay, les moines de Saint-Julien revendiquent le titre de seigneurs de Cerelles et entendent être traités comme tels dans l'église paroissiale qui, d'ailleurs, leur appartient.
La Bédouère est une châtellenie rivale dont le propriétaire est patron fondateur de l'église de Cerelles, y jouissant de droits honorifiques et exerçant le droit de haute justice dans le bourg. Ces privilèges lui sont contestés au XVIIe siècle par l'abbaye de Saint-Julien et un long procès les oppose. Il se termine en 1688 par une sentence arbitrale qui reconnaît que l'église, le presbytère et la justice du bourg sont bien dans le fief de la Bédouère.
Au XIIIe siècle, Baudry est sans doute une maison forte dont on sait peu de choses. L'hypothèse est étayée par le vaste sous-sol, voûté en plein cintre, encadré de deux caveaux sur croisées d'ogives sur lequel a été édifiée la partie Renaissance du château. Les terres et le château de Baudry constituent un fief relevant de Châtenay. Parallèlement, d'autres sites proches de la Choisille et de ses bras : le Tertre, le Moulin aux clercs, Langennerie et le Gué des prés, sont tôt habités.
Des « lieux » de Cerelles appartiennent à d'autres fiefs : à la Prévôté d'Oé dépendant de l'église de Saint-Martin de Tours ou au fief de Baigneux dépendant de l'église métropolitaine de Tours (cathédrale Saint-Gatien)…

### LeXVIIIesiècle

#### De l'artisanat textile familial à l'éphémèremanufactured’indienne

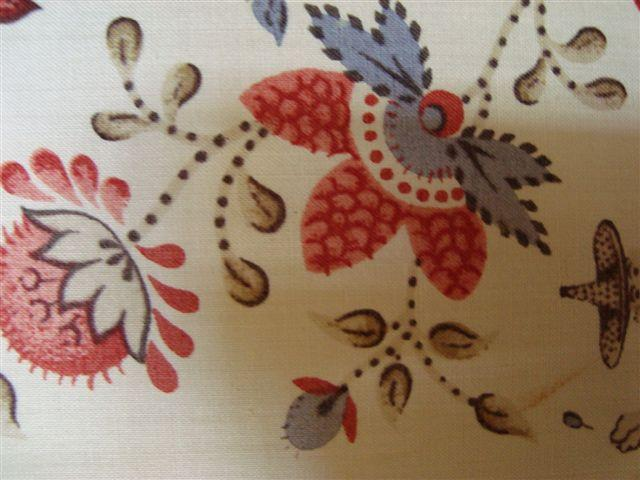
Exemple de motif d'indienne XVIIIe siècle, époque de la manufacture de Cerelles.

Depuis des siècles, l'artisanat textile est pratiqué dans les villages, associé à la culture du chanvre et l'élevage des moutons. Chaque famille a son rouet. Les paysannes filent pour leur usage domestique tandis que les propriétaires reçoivent de leurs métayers laine et chanvre en « poupées » de filasse et font filer draps, serviettes et nappes par des artisans. Plusieurs manufactures textiles existent en Touraine, les plus proches de Cerelles étant celles de Rouziers et Nouzilly pour la serge (une étoffe de laine croisée), deux manufactures en plein essor à cette époque. Quant à l'indienne, elle est produite depuis peu de temps en France, et pas du tout en Touraine, jusqu'à ce que Sainte-Maure crée une manufacture de « mouchoirs teints sur fil à l'imitation de ceux de l'Inde » en 1764, et que peu après Cerelles y fonde une manufacture d'indienne.
C'est au château de la Bédouère que notre manufacture est créée par un couple anglais, le sieur Louis Cuau Beaufort et sa femme. Ils emploient un compatriote, Guillaume Inward, dit « Serinet », teinturier et blanchisseur du « peuple des quakers », originaire du Hampshire. Un imprimeur français, Pierre Samson, un graveur, Jacquet, un commis, Delasalle, complètent l'équipe. Le registre paroissial de Cerelles des années 1766-1767 nous apprend qu'une fille est née au sein du couple Inward en mai 1766 et une autre chez les Samson en 1767. Cette dernière meurt l'année même et sa mère l'année suivante.
Sans doute ces événements menacent-ils la survie de l'entreprise puisqu'en 1768, Jean Auger, un ancien négociant désireux de se rendre utile se propose de « faire revivre, augmenter et perfectionner » la manufacture d'indiennes fondée peu de temps auparavant en ce « lieu qui l'a vu naître ». Il demande une marque distinctive, l'exemption de la milice et de la corvée pour les travailleurs et celle de la capitation et du vingtième pour lui-même. L'intendant général des finances du royaume, Trudaine de Montigny, semble favorable à cet établissement qui donnerait du travail à la main-d'œuvre rurale et il est disposé à lui faire attribuer le titre de manufacture royale et les exemptions demandées pour les ouvriers « à raison de un pour dix ».
Nous ne savons[Qui ?] quand la manufacture de Cerelles a cessé son activité. Il est très probable qu'elle ait disparu faute de capitaux et de débouchés suffisants, comme celle de Sainte-Maure dont on perd la trace. La période de prospérité générale qui durait depuis le milieu du siècle en Touraine s'estompe à partir de 1777, avec une succession d'hivers rigoureux, de mauvaises récoltes et d'épidémies, et les prestigieuses soieries de Tours amorcent elles aussi leur déclin. Les plus célèbres indiennes fabriquées en France ont été celles de la manufacture d'indienne de Mulhouse et les toiles de Jouy.

#### Cerelles et la Révolution
Au moment de la rédaction du cahier de doléances, Cerelles compte 93 feux (foyers) et 303 habitants « sauf les enfants et les domestiques » ce qui correspond à environ 500 habitants. On peut estimer, d'après le nombre de signatures des cahiers, qu'entre 5 % et 10 % des habitants savent écrire. La commune ne semble pas pauvre. D'après une enquête nationale de mendicité lancée par la Constituante en 1790, on n'y trouve pas de mendiants, même si 20 personnes ont besoin d'assistance (3 vieillards hors d'état de travailler, 3 infirmes, 10 enfants de moins de 14 ans hors d'état de gagner leur vie).
Le seigneur de Baudry est Charles Nicolas Malon de Bercy, gendre de Gabriel Taschereau de Baudry, qui habite le plus souvent Paris, Faubourg Saint-Germain. Le curé est M. Gosmer, le syndic - équivalent du maire - Louis Brunet, marchand à Cerelles, (payant 30 livres de cens d'elligibilité). Il est assisté de trois officiers municipaux - équivalents des conseillers - : Louis Barbe, maréchal ferrant à Langennerie (30 livres), Louis Cosnard, marchand à Braigny (167 livres) et Honoré Asseray, fermier à la Bédouère (247 livres). Le greffier, Jean Millet, est également marguillier.
Cerelles s'y est pris un peu tard pour rédiger son cahier de doléances. Le tiers-état de Tours attendait en principe les cahiers de doléances des communes pour le 5 mars 1789, et les délégués de Cerelles n'ont pu le porter que le 8 mars. Dans l'urgence, ils ont quasiment recopié celui de Rouziers, prêt depuis une semaine. Il faut dire que Rouziers comptait davantage de bourgeois, dont un notaire et un avocat, classe sociale dont on sait quel rôle moteur elle a joué dans la Révolution française.
En 1791, Châtenay (relevant de l'abbaye Saint-Julien), le Moulin aux Clercs (relevant de Saint-Martin), et les quelques biens de la cure, dont le presbytère, sont vendus comme biens nationaux. La Garde nationale est organisée à  partir de 1795. Chevaux, foin, paille, avoine, véhicules sont réquisitionnés à plusieurs reprises pour l'armée révolutionnaire. Le premier garde-champêtre est nommé en 1796. Cerelles n'aura plus de prêtre pendant une douzaine d'années. Un arbre de la liberté est planté sur la place près de l'église et des fêtes de la souveraineté du peuple y sont célébrées en mars 1798 et 1799. En septembre 1798 y sont proclamées publiquement les lois relatives à la célébration des décades. Le jour de repos, tous les 10 jours, sera consacré à la lecture publique des nouvelles lois. Un premier tableau des conscrits est dressé.

### LeXIXesiècle

#### Sous leConsulatet lepremier Empire
1801, un premier Conseil général de la commune est mis en place avec Jean Millet, greffier et marguillier, comme maire. Il était déjà agent municipal, depuis une dizaine d'années. C'est l'année du Concordat et Millet demande immédiatement un desservant. En 1802, les conscrits doivent pour la première fois se soumettre au tirage au sort après un rappel à l'ordre très sec du préfet François René Jean de Pommereul.
En 1803, première mention d'un desservant, un prêtre retraité, l'abbé Dessirier, que M. de Nicolaï, propriétaire de Baudry, a fait venir de Paris. L'église est remise en état. En 1804, au début de l'Empire, le préfet Pommereul ne reconduit pas Jean Millet dans ses fonctions mais nomme Étienne Barbe qui refuse, puis Georges Houssard, un gros propriétaire terrien, qui accepte et qui sera reconduit sous tous les régimes suivants jusqu'à sa mort, 43 ans plus tard. Alors que seuls quatre conseillers savaient signer dans le conseil général de la commune, tous savent signer dans ce nouveau conseil municipal. Choix de notables probablement favorables à l'Empire mais guère assidus aux réunions.
Après la désastreuse campagne de Russie en 1813, Napoléon fait appel à l' offrande des citoyens pour reconstituer sa cavalerie, chevaux et équipement des cavaliers. Georges Houssard, qui a déjà donné des preuves de son dévouement au sous-préfet, est chargé de réunir 2 400 F pour équiper deux cavaliers auprès des communes du canton (Neuillé-Pont-Pierre depuis le Consulat). Cerelles, l'une des plus petites communes, doit offrir 55 F. Quinze mille chevaux sont levés par voie de réquisition payée. Cerelles en propose sept.

#### Sous laRestaurationet lamonarchie de Juillet
La religion catholique est proclamée religion d'État. Un nouveau desservant est logé dans une partie du presbytère, louée par la commune. Il reçoit une indemnité annuelle de 200 F de la commune, complétée par des souscriptions volontaires des habitants. Un bureau de bienfaisance est créé en 1817.
La Révolution de 1830 ne perturbe pas le village, si ce n'est que le maire Georges Houssard et son adjoint Gabriel Lecomte prêtent serment de « fidélité au Roi des Français, d'obéissance à  la Charte constitutionnelle et aux lois du Royaume ». Une nouvelle loi demande l'autorisation des communes limitrophes en cas d'ouverture de foires. C'est une floraison de demandes, preuve d'une certaine prospérité. 1830 : foire bisannuelle à Monnaie ; 1831 : foire et assemblée (fête annuelle du village) à Semblançay et Rouziers, assemblée à Saint-Antoine-du-Rocher ; 1832 : assemblée à Chanceaux et Notre-Dame-d'Oé, foire à Mettray ; ce qui fait écrire au conseil municipal qu'« un trop grand nombre de foires dans les plus petits hameaux est plus nuisible qu'utile aux communes »[réf. nécessaire]. Bien que l'accord soit toujours donné, une forme de débat politique est de retour. Les nouvelles lois encourageant la réfection des chemins, ce poste devient l'un des plus importants du budget de la commune jusqu'à la fin du siècle.
Elles encouragent aussi la création d'écoles communales, autre poste budgétaire important. En 1833, dès la promulgation de la loi Guizot, les maires de Chanceaux et Cerelles s'associent pour fonder une école commune et entreprennent une campagne d'encouragement à cet enseignement non obligatoire auprès des parents. Ceux-ci participent en fonction de leurs revenus et quelques enfants indigents sont accueillis gratuitement. Jean-Baptiste Houex, qui enseigne déjà depuis cinq ans, prend en charge cette école installée dans une maison louée à Langennerie sur le ban de Chanceaux. En 1847, Chanceaux demande la séparation des deux communes et Cerelles se voit obligé dans un bref délai de trouver un local et un instituteur au village.

#### Sous lesecond Empire
Le maire Georges Houssard meurt en 1849, remplacé par Eugène Flandin qui vient d'acheter la Bédouère. Grand bourgeois, artiste peintre et archéologue, peu au fait d'administration communale, souvent absent pendant les deux premières années, il laisse la charge de la commune à son adjoint Georges Barbe qui ne peut ou ne veut prendre trop de décisions sans le maire, ce qui retarde l'établissement d'une école dans le bourg. Une maison d'école est enfin louée en 1850 puis achetée en 1851. Deux maîtres provisoires non formés, puis des religieuses assurent l'enseignement. Une autre fait office d'infirmière et de pharmacienne.
De gros travaux sont entrepris à l'église, dont la construction d'une sacristie. Un nouveau cimetière, plus vaste que l'ancien, est aménagé. L'ancien, à côté de l'église, devient la place publique.

#### Début de latroisième République

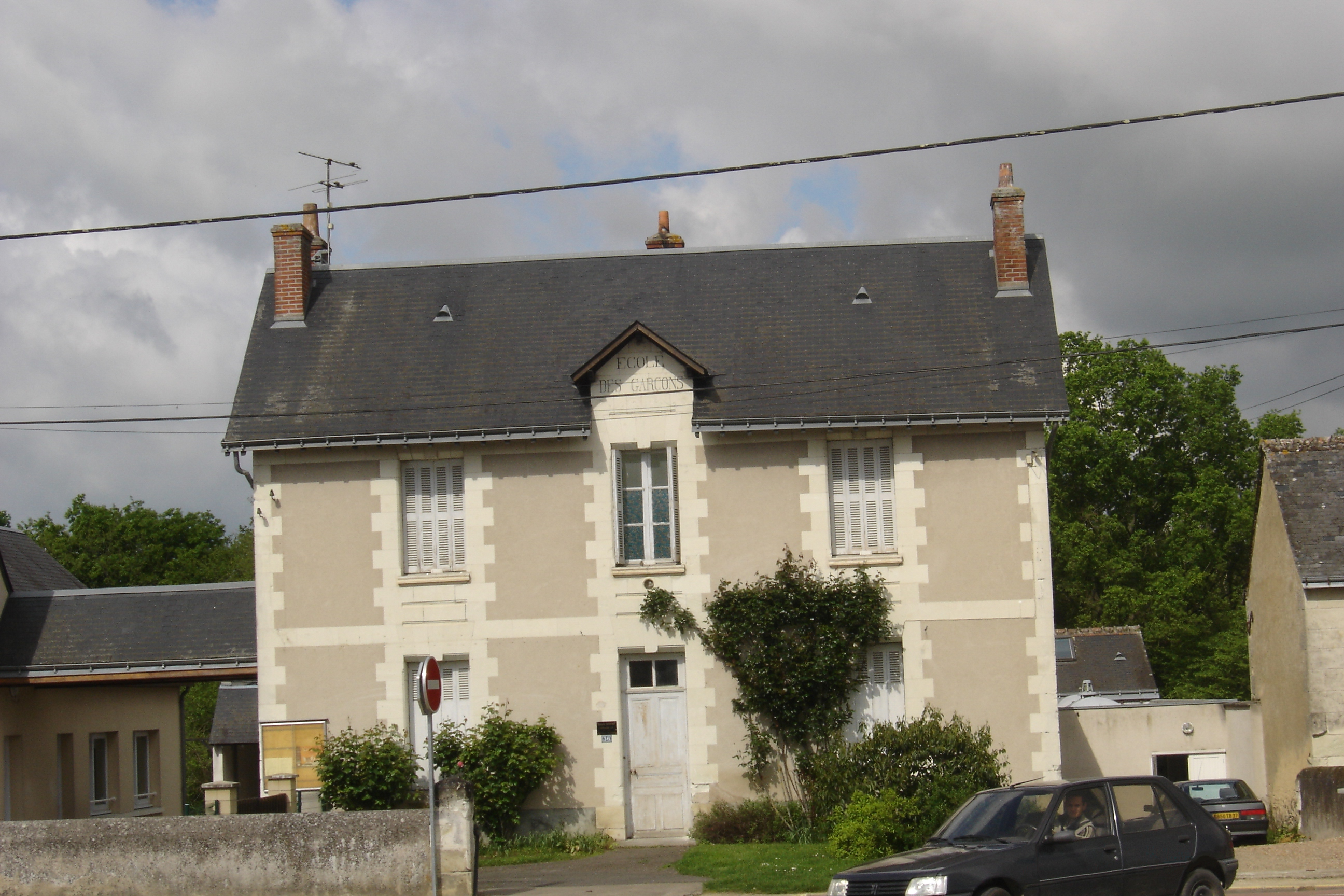
L'école de garçons construite en 1884.

Pendant dix ans, le budget communal est grevé par le remboursement à Georges Barbe et André Reille d'un emprunt de 21 280 F correspondant aux frais de l'occupation allemande de la guerre de 1870.
En 1874 le préfet créé un corps de sapeurs-pompiers de 23 hommes venant majoritairement de Cerelles mais aussi de Chanceaux et Nouzilly où se trouvent les terres de Baudry. En effet, depuis une dizaine d'années, le comte Reille met à disposition de la commune la pompe à incendie de Baudry.
Dès les années 1875, un dédoublement de l'école mixte est envisagé sous la pression de l'inspecteur d'Académie, mais ce sont les lois de Jules Ferry rendant l'enseignement obligatoire qui obligent la commune à construire une nouvelle école. Cette école de garçons, construite par l'architecte tourangeau Raffet, ouvre en 1884, l'école de filles étant maintenue dans l'ancien bâtiment.
En 1877, un premier bureau télégraphique est installé à Langennerie. Un projet de voie ferrée d'intérêt local de Tours à La Chartre-sur-le-Loir avec gare à Rouziers et embranchement vers les Hermites apporte de grands espoirs aux agriculteurs et surtout aux vignerons de Cerelles qui verraient ainsi leur commerce grandement facilité. Bien que les plans en soient réalisés, il ne verra pas le jour. Cependant, Cerelles n'est guère éloigné des gares de Mettray et Saint-Antoine aussi, quelques années plus tard, le conseil municipal émet-il le vœu que deux trains de nuit s'arrêtent en gare de Saint-Antoine ce qui rendrait service aux agriculteurs.
1891 : création d'un syndicat agricole et viticole. Signe des temps républicains : tous les châtelains y adhèrent  à commencer par le maire Orsel de Vilmorin.
Il s'agit de « se rendre mutuellement tous les services matériels et moraux que les membres d'une même commune et d'une même famille agricole sont en droit d'attendre les uns des autres » [réf. nécessaire]. De vingt-six membres la première année, il atteindra la centaine[Quand ?]. Sa tâche principale est l'achat annuel d'engrais en commun.

### LeXXesiècle

#### Fin de latroisième République
La loi de 1905 oblige le curé Liot à louer son logement. Dans l'ancien presbytère est installé un bureau de poste en 1915, mais dès 1906, un receveur buraliste et le téléphone sont installés dans la commune avec adjonction de fils pour Chanceaux.
Le lavoir du Gué Bolin est construit en 1907 et celui de Flanray en 1911.
En 1913, le corps des sapeurs-pompiers est réorganisé et composé des seuls Cerellois ; une pompe à incendie communale est achetée. Ils disposeront pendant 50 ans environ d'un bâtiment de manœuvre érigé en 1933. Indépendamment de leur fonction, ils contribueront à l'animation du village, surtout dans les années 1950 à 1980, avec leur bal annuel de la Sainte-Barbe et l'organisation de fêtes (kermesse de la Pilonnière avec gymkana de moto, concours hippiques, et même une course de lévriers).
Pendant la Première Guerre mondiale, vingt Cerellois meurent sur les champs de bataille, soit presque l'équivalent du nombre de garçons nés en cinq ans à l'époque. Le village participe à l'effort de guerre en soutenant différentes œuvres (hôpitaux, mutilés, femmes de France, orphelins…).
En 1921, le monument aux morts est inauguré. On y inscrira huit nouveaux noms après la Seconde Guerre mondiale.

#### 1966-2008: du village agricole au village résidentiel
Il aura fallu attendre 1966 pour que soit réalisée l'adduction d'eau sous l'impulsion de Chanceaux qui projetait de mettre en route les travaux jusqu'à Langennerie. Il était logique de compléter le réseau.
Ensuite, le premier investissement marquant de la commune est l’assainissement collectif. Initié par Philippe Reille, il devient fonctionnel en 1982. Il s’agit d’une lagune « active » (animée par des pompes-aérateurs) d’une capacité de 1 000 équivalents-habitants. C’est elle qui permettra l’urbanisation ultérieure de la commune.
En 1983, avec le nouveau maire Robert Bourgouin, agriculteur, s'ouvre une période d’investissement permettant d’accueillir une population nouvelle : rénovation des écoles, mise en place d’une garderie péri-scolaire, achat et début d’aménagement de la nouvelle mairie (l'ancienne Grand-maison), construction des deux premiers lotissements (Petit Vouvray et Grange d’Asse), aménagement d’un premier terrain de football provisoire.
En 1989, le nouveau maire Bernard Leclercq, chercheur à l’INRA, avec une équipe profondément renouvelée, poursuit cette politique d’équipement. La nouvelle mairie est totalement aménagée et agrandie par l’acquisition de ses « anciennes » dépendances. De 1989 date aussi la première informatisation de la mairie. Les écoles sont agrandies : bâtiment neuf dans l’école maternelle, deux classes neuves en primaire, agrandissement de la cantine et construction d’une garderie digne de ce nom. À la même époque il est procédé à la première dénomination des rues et à la numérotation.
Parallèlement la commune fait l’acquisition d’une réserve foncière de trois hectares qui, à la suite d’échanges, permet d’une part la mise en place d’un terrain de sport (football) spacieux et à l’écart des habitations, et, d’autre part d’une future zone d’activité.
En 1993, le maire engage une politique d'intercommunalité, en faisant entrer Cerelles dans le C.R.I.L. (Contrat Régional d'Initiative Locale) de Château-Renault. C’est ce qui permet, quelques années plus tard, de bénéficier, de la part de la région Centre, de la première opération dite « Cœur de village », par l’édification de l’actuel centre-bourg (voirie, place, agence postale, commerce de proximité), complété par la construction d'un premier ensemble de huit appartements locatifs sociaux (Touraine-Logement).
En 1998, Bernard Leclercq devient l'un des promoteurs de l’intercommunalité au niveau du canton. C'est d’abord l’éphémère district Gâtine-Choisilles, remplacé en 2000 par la communauté de communes du même nom dont il est le premier vice-président. Cette nouvelle collectivité intercommunale, au titre de sa compétence « développement économique », récupère la zone d’activité et l’aménage. La commune y installe alors son atelier communal. Les annexes de la mairie, qui avaient hébergé un premier embryon d'atelier, sont récupérées et réhabilitées pour accueillir les associations qui, auparavant, étaient hébergées de façon exiguë dans la mairie elle-même.
En 2004, les façades sud et ouest de la mairie sont remises à neuf. Une seconde opération « Cœur de village » est rendue possible grâce à la construction du second bâtiment de Touraine-Logement (cinq appartements locatifs sociaux) dans la rue de la Poissonnière, au sein d’un vaste lotissement occupant les derniers terrains agricoles ou vergers au centre du bourg. Un autre lotissement a été entrepris par la société Sofial à l’emplacement des Fossettes, ce qui a obligé la commune à traiter le site de l’ancienne décharge communale qui avait occupé les lieux jusqu’en 1980.
En 2006, l'équipe municipale décide deux nouveaux équipements : une salle polyvalente d’environ 200 m2 à usage privilégié pour la gymnastique et une nouvelle station d’assainissement collectif à boues activées d'une capacité de 1 600 équivalents-habitants (les boues sont concentrées dans des bassins de roseaux afin d'obtenir des boues riches en matières sèches qui doivent être épandues dans les champs périodiquement).
En effet, la plus grande salle de la mairie apte à accueillir du public était un ancien salon de 59 m2 servant à la fois de salle des mariages, de salle de gymnastique, de bureau de vote, etc. Pour ce qui est de l’assainissement, la lagune avait atteint depuis 2004 sa capacité maximale de traitement ; de plus, elle ne satisfaisait plus aux normes européennes (traitement des phosphates surtout). Ces deux opérations ont été terminées en 2008 et 2009 par les équipes qui ont suivi celles de Bernard Leclercq.
En 2017, le projet de construire une maison de retraite est en cours mais ne verrait pas le jour avant l'hiver 2019

## Politique et administration
La commune est gérée par un conseil municipal de quinze membres.

### La communauté de communes de Gâtine et Choisilles
La commune fait partie de la communauté de communes de Gâtine et Choisilles qui rassemble les dix communes du canton de Neuillé-Pont-Pierre. Cette communauté ayant adopté la taxe professionnelle unique prend à sa charge le développement économique des zones d'activité des dix communes.

## Population et société

### Démographie
L'évolution du nombre d'habitants est connue à travers les recensements de la population effectués dans la commune depuis 1793. Pour les communes de moins de 10 000 habitants, une enquête de recensement portant sur toute la population est réalisée tous les cinq ans, les populations de référence des années intermédiaires étant quant à elles estimées par interpolation ou extrapolation. Pour la commune, le premier recensement exhaustif entrant dans le cadre du nouveau dispositif a été réalisé en 2004.

En 2022, la commune comptait 1 247 habitants, en évolution de +4,79 % par rapport à 2016 (Indre-et-Loire : +1,67 %, France hors Mayotte : +2,11 %).
| 1793 | 1800 | 1806 | 1821 | 1831 | 1836 | 1841 | 1846 | 1851 |
| ---- | ---- | ---- | ---- | ---- | ---- | ---- | ---- | ---- |
| 500  | 435  | 447  | 569  | 540  | 541  | 547  | 528  | 583  |

| 1856 | 1861 | 1866 | 1872 | 1876 | 1881 | 1886 | 1891 | 1896 |
| ---- | ---- | ---- | ---- | ---- | ---- | ---- | ---- | ---- |
| 540  | 559  | 546  | 545  | 556  | 544  | 563  | 546  | 530  |

| 1901 | 1906 | 1911 | 1921 | 1926 | 1931 | 1936 | 1946 | 1954 |
| ---- | ---- | ---- | ---- | ---- | ---- | ---- | ---- | ---- |
| 550  | 520  | 491  | 406  | 387  | 398  | 372  | 401  | 384  |

| 1962 | 1968 | 1975 | 1982 | 1990 | 1999 | 2004  | 2006  | 2009  |
| ---- | ---- | ---- | ---- | ---- | ---- | ----- | ----- | ----- |
| 392  | 401  | 437  | 575  | 793  | 982  | 1 157 | 1 211 | 1 229 |

| 2014  | 2019  | 2022  | - | - | - | - | - | - |
| ----- | ----- | ----- | - | - | - | - | - | - |
| 1 210 | 1 215 | 1 247 | - | - | - | - | - | - |

### Enseignement
Cerelles se situe dans l'Académie d'Orléans-Tours (Zone B) et dans la circonscription de Saint-Cyr-sur-Loire.
L'école primaire accueille les élèves de la commune.

### Vie associative et culturelle
Le village compte plusieurs associations qui ont toutes leur siège à la mairie :
- A.C.P.G. (Anciens combattants et prisonniers de guerre) ;
- Boîte à livres (bibliothèque) ;
- Comité d'animation ;
- Randonnées cerelloises (marche et VTT) ;
- Rencontres et loisirs ;
- Solex Cerellois ;
- Jasmin d'Orient (danse).

Un club de football « l'Étoile sportive » a fonctionné de 1983 à 2000 puis de 2003 à 2009. Il est remplacé en 2010 par un club commun Rouziers-Cerelles.
Une vaste salle socio-culturelle intercommunale, située à la jonction des trois communes porteuses du projet - Cerelles, Rouziers de Touraine et Saint-Antoine du Rocher - est ouverte depuis janvier 2010.

## Économie

### Agriculture

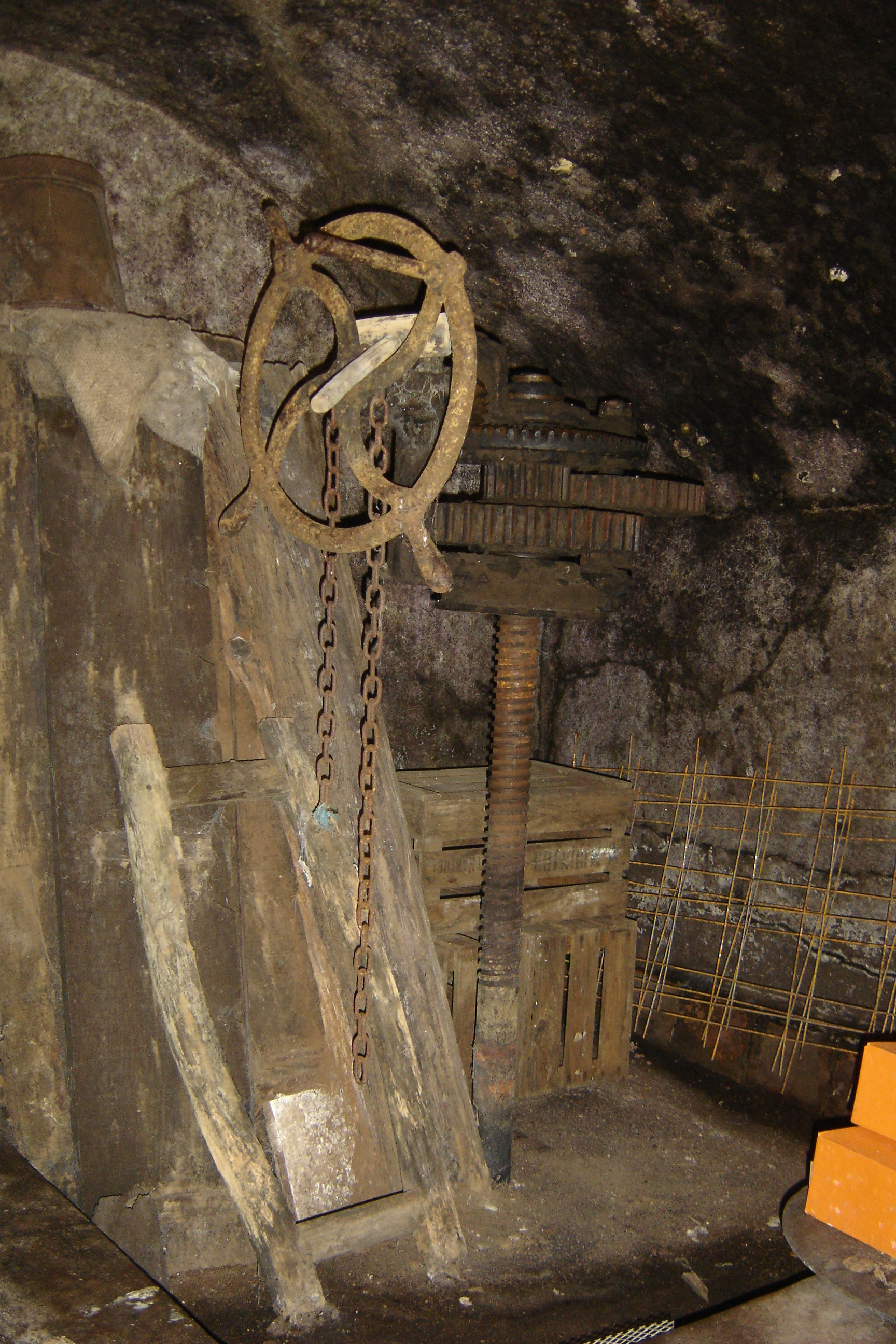
Ancien pressoir à Châtenay.

En 1960, vingt exploitations agricoles de 20 à 40 hectares sont en activité dans la commune. Trois ou quatre personnes par ferme y travaillent, pratiquant la polyculture (blé, avoine, pommes de terre, herbage, élevage…). La plupart des travaux se font encore à la main, le labourage à la charrue tirée par des chevaux. Seules les fermes les plus importantes commencent à utiliser le tracteur.
La vigne occupe 92 hectares, situés principalement sur les hauteurs nord (la Roderie, le Guignier béni, les Œufs durs…), les hauteurs sud-est (Baigneux…) sans oublier le Petit Vouvray au nom évocateur, près du bourg. Le groslot est le cépage majoritaire. S'y ajoutent du gamay, du côt et du pinot blanc. De nombreuses parcelles ont obtenu le label d'appellation d'origine contrôlée Coteaux de Touraine en 1946.
En 1970, le nombre d'exploitations est encore de 14. La mécanisation progresse. En 1980, les petites fermes ont disparu, les surfaces des exploitations ont augmenté et le matériel est de plus en plus performant.

En 1985, citons le géographe Couderc : 

« 350 hectares de terre cultivées sont consacrés aux céréales et 70 hectares aux cultures fourragères tandis que 133 hectares dans la vallée de la Choisille restent en herbe. Le village compte 190 bovins et 190 ovins. Certaines zones sont médiocrement mises en valeur : nous sommes là en Gâtine, où les bournais sont des sols acides, mouilleux en profondeur et battants en surface. »

En 1989, aucune parcelle de vigne n'est retenue pour l'appellation contrôlée et la vigne disparaît.
En 1996, six agriculteurs sont encore en activité dans des exploitations comptant de 60 à 120 hectares.

## Culture locale et patrimoine

### Lieux et monuments

#### L'église Saint-Pierre

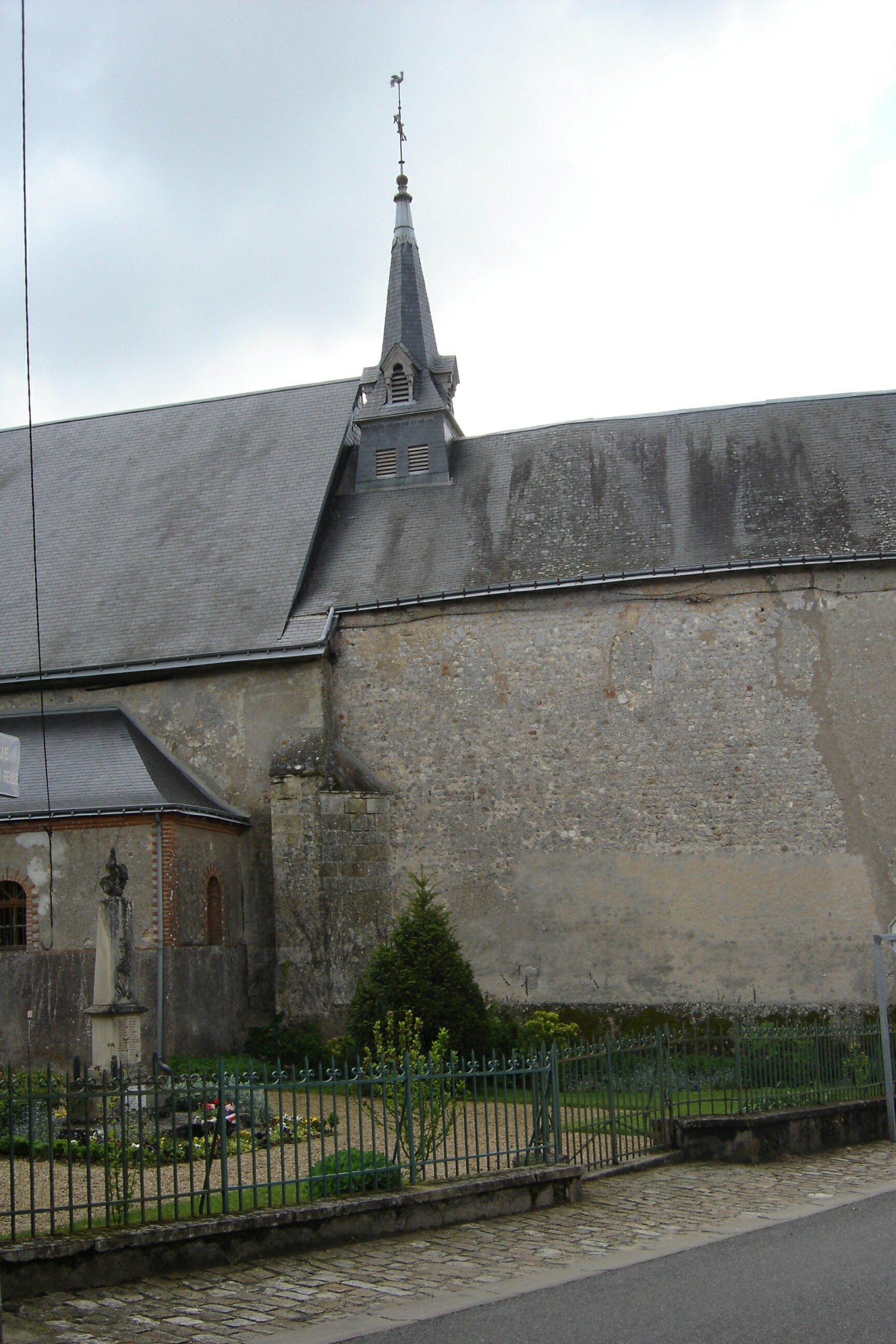
Église Saint-Pierre, mur nord en petit appareil avec trace des ouvertures du, sacristie et monument aux morts.

Les parties les plus anciennes de l'église pourraient remonter à l'époque de la charte de Théotolon, soit le Xe siècle. On voit sur le mur nord en petit appareil la trace de fenêtres en plein cintre qui ont été obturées plus tard. Le chœur est du XVIe siècle et aurait été édifié par Guillaume Bohier, seigneur de Baudry à l'époque, et maire de Tours. Au XIXe siècle, l'église a bénéficié avec beaucoup d'autres églises d'Indre-et-Loire d'un programme de restauration mené par l'architecte Guérin. La municipalité a doté son fronton d'une horloge. Une sacristie a été accolée au mur nord. Lors de l'élargissement de la route de Saint-Antoine du Rocher à Cerelles, l'ancien cimetière situé à côté de l'église a été supprimé. Après la guerre 1914-1918, la municipalité a utilisé cet espace pour ériger le monument aux morts.

#### Le manoir de Châtenay
Châtenay est actuellement un charmant hameau, un peu à l'écart au nord-est du bourg. L'implantation des bâtiments, restaurés en respectant leur style originel, est telle qu'elle a été décrite lorsque Châtenay a été vendu comme bien national en 1791 :

« Le lieu et métairie est composé de cinq corps de bâtiments : le premier de deux chambres au rez-de-chaussée, corridor entre deux, deux chambres à l'étage avec grenier dessus, le second avec chambre à cheminée servant à loger le fermier avec trois écuries, le troisième une boulangerie avec deux écuries et toit à porcs, le quatrième une grange et le cinquième une autre grange servant autrefois à serrer les dîmes (grange dîmière), le tout disposé autour d'une cour fermée par un portail. »

Ce portail était encore en place en 1827. L'ancienne maison seigneuriale domine l'ensemble et présente l'essentiel du caractère d'une demeure bourgeoise du XVe siècle, époque probable où elle a remplacé le premier logis. En effet, en 1471, Châtenay a été pour la première fois louée à bail par les religieux de Saint-Julien.
En 1571, Jean Millet, licencié en droit, seigneur de Bois-Robert, loue à ferme la terre et la seigneurie de Châtenay et cette pratique se perpétue jusqu'à la Révolution. En 1791, Châtenay et ses dépendances, avec la Jolinière (ou encore la Julinière devenue la Gélinière que nous connaissons), est vendu par adjudication comme bien national. Charles Boisquet, notaire à Tours, l'acquiert. Il meurt en 1820 et le domaine reste en indivis entre sa veuve et ses deux filles. En 1823, l'une d'elles, Alexandrine, épouse d'Henry Magaud, receveur des contributions indirectes à Saint-Brieuc, rachète Châtenay et la Gélinière à sa mère et sa sœur. En 1827, elle revend la maison de maître avec le clos de vigne, le jardin, la grange aux dîmes, avec un « pastureau » derrière. Le reste est soumis à une vente par adjudication. Le domaine se trouve morcelé, la cour centrale et le passage vers le puits, derrière la maison de maître, doivent rester communs à tous les adjudicataires, ce qui est toujours le cas aujourd'hui. L'acquéreur de la maison de maître est le sieur François Pineau-Boissay, demeurant au lieu de la Planche à Chanceaux. La propriétaire actuelle est une de ses descendantes, de la quatrième génération.

#### Le château de la Bédouère

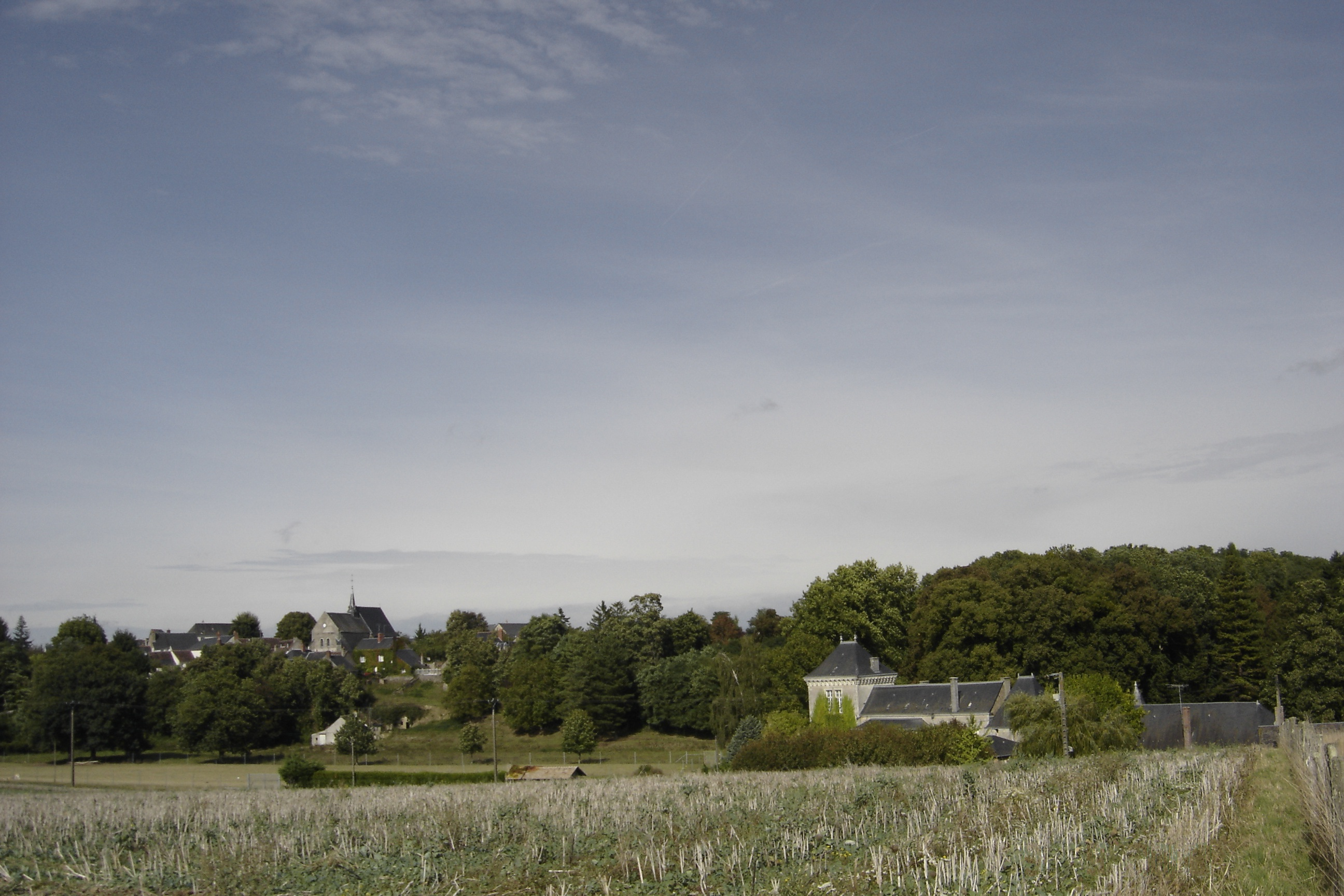
Le bourg et le château de la Bédouère vus depuis le chemin de l'Héreau.

Bédouère ou bédoire vient de bibitoria au sens d'abreuvoir ou « endroit de la rivière où les animaux vont boire ».
XVe siècle
Michel Marques, conseiller-secrétaire du roi, receveur général de Touraine, dont le frère est abbé de Marmoutier en 1427, est le premier seigneur connu de la Bédouère. Ses descendants en sont toujours propriétaires en 1506.
C'est alors une maison fortifiée avec dépendances formant un hexagone irrégulier, complètement entourée de fossés et flanquée de six tours. Deux d'entre elles sont encore visibles aujourd'hui, ainsi que la trace des douves, un petit châtelet d'entrée fortifié et l'arcature plein-cintre du porche donnant sur la cour intérieure.
Du XVIe au XVIIIe siècle
Plus tard, à l'époque des guerres de religion, le huguenot Marin (ou Martin) Piballeau en est le seigneur. On lui doit l'épisode le plus fameux de l'histoire du château. En 1562, avec une troupe de protestants qu'il commande, il descend vers Tours, puis gagne le couvent des Minimes à Plessis-lès-Tours. Il y tue un religieux, en blesse plusieurs, saccage le jardin, le cloître, l'église et donne l'ordre de brûler le corps de saint François de Paule dans la chambre des hôtes. Marin Piballeau fut, peu après ces actes criminels, jugé puis condamné par le duc de Montpensier à la potence et à la confiscation de ses biens qui purent être récupérés par sa famille trois ans plus tard. En 1575, sa fille épouse Justinien de Chambergeon. Leur fille Jeanne devient la femme de Claude Cottereau, trésorier de France à Tours, maire de Tours en 1590, à qui elle apporte la Bédouère. En 1638, les seigneurs de la Bédouère gagnent le long procès qui les a opposés à l'abbaye de Saint-Julien de Tours au sujet des droits honorifiques sur l'église de Cerelles dont ils sont les fondateurs.
En 1693, Claude Cottereau, chevalier, chanoine prébendé de l'église de Tours, est seigneur de la Bédouère, Cerelles, Saint-Antoine, la Planche et autres lieux. Son neveu, le chevalier Louis le Peultre, seigneur de Puy Larré, hérite de la Bédouère. Le domaine passe ensuite à son fils, Louis le Peultre, marquis de Marigny, également propriétaire du lieu et closerie de la Possonnerie, puis à son petit-fils, troisième Louis le Peultre, comte de Chemillé, dont les biens sont saisis en 1777 par arrêt du Parlement. La Bédouère est vendue.
Époque moderne
Marie de Malon de Bercy, châtelaine de Baudry, l'achète et ses héritiers la gardent jusqu'à la mort de sa dernière héritière directe, Alexandrine de Nicolaï, qui laisse veuf son mari avec quatre enfants, dont trois mineurs, ce qui entraîne la vente de la Bédouère en 1824. Depuis longtemps, la maison de maître n'est plus habitée - ses propriétaires habitant Paris -  et tombe en ruines. André Montoux cite l'acte de 1824 qui parle de bâtiments « qui étaient autrefois les remises et écuries du château qui a été démoli ». L'éphémère manufacture d'indienne y avait cependant été établie vers 1764.
Gabriel Coudreux, négociant de Tours bientôt associé à Sylvain Bellanger, achète Baudry et la Bédouère avec l'intention de les revendre au détail mais l'association est vite dissoute et les biens, divisés en 18 lots, revendus. Les bâtiments restant : ferme et bâtiments de servitude de l'ancien château démoli, portail d'entrée, cour et douves, constituant le lot no 7, sont vendus le 12 mars 1829 à Louis Bordier, cultivateur, qui les revend le 30 mai suivant avec bénéfice à François-Martial Couturier, notaire honoraire à Tours.
François Couturier est l'époux de Louise Archambault de Beaune, elle-même d'une famille de notaires tourangeaux. Ils achètent également le moulin de Renouard et restaurent les deux bâtiments. Quand ils revendent la Bédouère à Eugène Flandin en 1848, la maison de maître est décrite comme « composée d'un bâtiment, d'un rez-de-chaussée avec cinq chambres en mansarde. » Elle n'est pas au centre de l'enceinte fortifiée comme l'ancien château mais en prolongement de la ferme.
Eugène Flandin est un peintre orientaliste renommé, haut fonctionnaire à la préfecture de Tours et maire de Cerelles de 1850 à 1866. On lui attribue l'élévation d'un étage et l'adjonction d'un pavillon à l'aspect de donjon à l'extrémité nord qui font de la maison de maître un château. Ces transformations pourraient avoir été réalisées par Jean-Charles Jacquemin, connu pour les nombreux châteaux qu'il édifie en Indre-et-Loire sous le Second Empire. Eugène Flandin revend le domaine en 1863 à Gabriel de Brunet de Montreuil qui garde la Bédouère cinq ans puis la vend au baron Georges François Marie t'Kint de Roodenbeke, descendant d'une des plus anciennes lignées bruxelloises de Poorters van Brussel (Bourgeois de Bruxelles depuis le XIe siècle). Avec son épouse, Louise Constance Emmanuelle Irmine de Bissy, il a six enfants dont les trois derniers naissent à Cerelles. En 1875, le sixième, Paul Marie, décède à quatre mois et est enterré au village. La famille revend le château l'année suivante à Ernest Amable Orsel.
Ernest Orsel (1828-1911) (biographie complète en lien externe), commandeur de la Légion d'honneur, a été élève de l'École polytechnique, puis de l'École des Mines de Paris. Ingénieur des Mines dans plusieurs villes de France, il se distingue lors de la guerre de 1870 puis lors des pourparlers avec les Allemands liés au traité de Francfort. Il devient en 1886 directeur du contrôle des chemins de fer de l'État.
Son épouse, Louise Eugénie Levêque de Vilmorin (1829-1914), est la fille de Philippe André de Vilmorin et la sœur de Louis de Vilmorin, deux scientifiques renommés. Philippe a repris la graineterie Vilmorin et Andrieux fondée par son père et créé l'arboretum des Barres, dans le Loiret. On doit à Louis, biologiste et chimiste, les bases de la théorie moderne de l'industrie des semences. Son arrière-petite-fille, Louise de Vilmorin, est une célèbre femme de lettres.
Ernest Orsel est maire de Cerelles de 1891 jusqu'à sa mort, en 1911. Il est enterré à Cerelles ainsi que son épouse. Ils ont eu une fille, Gabrielle, et ont élevé deux de leurs neveux à la mort de leur père, Jules Orsel. Gabrielle a épousé le général de division Georges-Victor Dantant et hérité de la Bédouère qu'elle vend en 1919 à Étienne Chauvin, notaire. Louis Dreux lui succède et en exploite le bois, supprimant des essences rares plantées par les Vilmorin.
Les derniers propriétaires sont Claude Escure en 1959, le comte Joseph de Mauléon de Bruyères en 1988, puis son fils, le comte Edmond de Mauléon de Bruyères qui en hérite à la mort de son père en 1991. Tous deux restaurent le château avant qu'Edmond de Mauléon ne fasse de la Bédouère un parc animalier privé et un haut lieu de convivialité.

#### Le château de la Chesnaye
Au XVIIIe siècle la Chesnaye appartient à un certain sieur Lemoine de Fongrouge et le moulin de Renouard à Gabriel de Rasilly (1648-1712) qui l'a eu probablement de son parrain Gabriel Taschereau de Linières, propriétaire de Baudry.
Le premier propriétaire vraiment connu de la Chesnaye est le beau-frère du sieur Lemoine, maître Robert Lucé, huissier à verge au Châtelet de Paris, également propriétaire à Tours. De 1739 à 1759, il agrandit et améliore la propriété : acquisition de la ferme du Moulinet, du moulin de Renouard et de nombreuses parcelles de terre. Il a pour voisins le fermier des Bénédictins de Saint-Julien de Tours à Châtenay, fief dont il dépend, et les seigneurs de Baudry : la famille Taschereau.
En 1759, il vend au sieur Sylvain Pradeau, riche marchand de Tours, la maison, closerie et métairie de la Chesnaye, le moulin à blé de Renouard, les lieux de l'Eternellerie (la Tonnellerie) et du Jauneau. En 1786, sa veuve vend le domaine à sieur Jean-Joseph Algrain (ou Allegrain), bourgeois, propriétaire à Saint-Cyr-sur-Loire. Leur fils en hérite mais émigre dans les îles (Réunion, Maurice). Il vend le domaine en deux moitiés en indivis. À ce moment, la propriété d'environ 56 hectares est proche de ce qu'elle était en 1759.
À partir de 1812, elle est divisée en deux parties clairement séparées : la Chesnaye et Renouard. L'une des propriétaires de la Chesnaye, Madame Gertrude Roger, y vit avec son second époux, le capitaine Joseph Perrusset, jusqu'en 1849, tandis que les propriétaires successifs de Renouard sont François Drouault, propriétaire et meunier, de 1812 à 1830, maître François Couturier, notaire à Tours et propriétaire de la Bédouère, de 1830 à 1846, puis Constant Millochin, conservateur des hypothèques à Vannes (Morbihan), de 1846 à 1865.
C'est grâce à la famille de Martel que la Chesnaye, de simple gentilhommière, devient château. Jean-François de Martel, inspecteur de l'enregistrement et des domaines, achète la Chesnaye en 1849 puis le moulin de Renouard en 1865. Il agrandit le domaine, ajoute un étage au logis principal, transforme le jardin d'agrément et le potager… Son fils aîné Pierre Achille en hérite mais sa mort prématurée oblige sa veuve à vendre la propriété en 1895. Se succèdent alors Ludovic Chailleux, inspecteur d'une compagnie d'assurances à Paris et le colonel André Rougier, de Bergerac.
En 1919, Alexis Lièvre, courtier en assurances demeurant à Paris, acquiert le domaine et poursuit l'embellissement du château. Il fait appel au meilleur architecte-décorateur tourangeau du moment : Maurice Boille, qui rénove la décoration intérieure, supprime la balustrade du perron en mauvais état pour l'ouvrir sur un jardin à la française, ajoute une aile droite, surélève la tour gauche qui abrite un château d'eau alimenté par un bélier construit au moulin de Renouard.

#### Les jardins de la Boulas
Ces jardins privés, poético-botaniques, ont été créés en 2005 par un couple de Cerellois retraités, monsieur et madame Talbert. Jacqueline Talbert est une collectionneuse de plantes passionnée, efficacement secondée par son époux. 1 600 variétés sont plantées actuellement sur cet ancien pré à vaches argileux. Le préalable indispensable a été d'enlever une couche d'argile et de la remplacer par de la bonne terre.
Le jardin conjugue art et science avec brio. Chaque plante est discrètement étiquetée après que sa place ait été choisie avec soin dans une composition générale faite d'une succession de « coins à thème » que quelques allées, deux mares végétalisées et des espaces gazonnés structurent et aèrent.
Certaines plantes sont très rares : chèvrefeuille crocodile, citronnier, grenadier… D'autres se déclinent en plusieurs variétés : pas moins de quinze pour le saule. Toutes prospèrent, bien qu'aucun engrais ni désherbant ne soit utilisé.

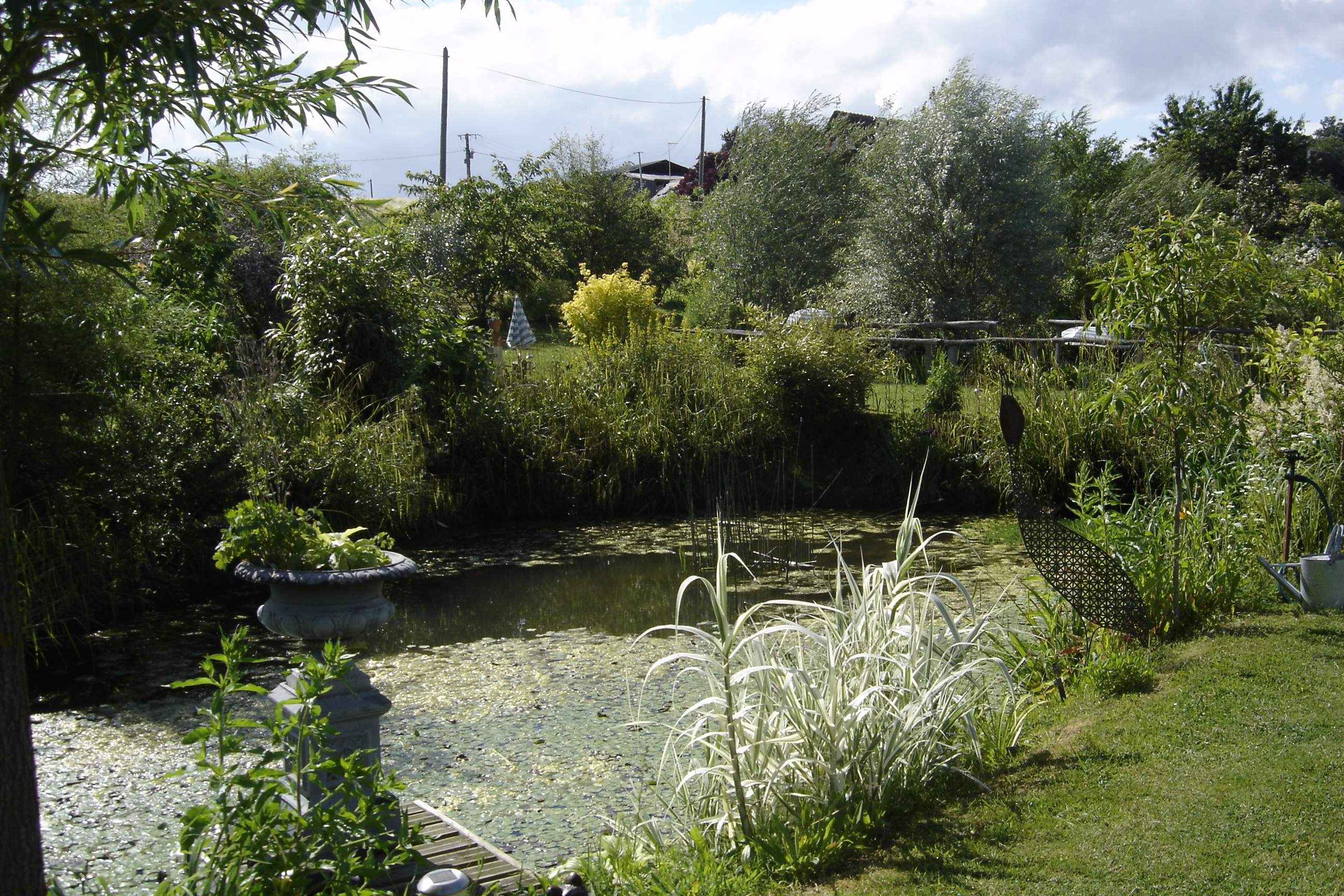
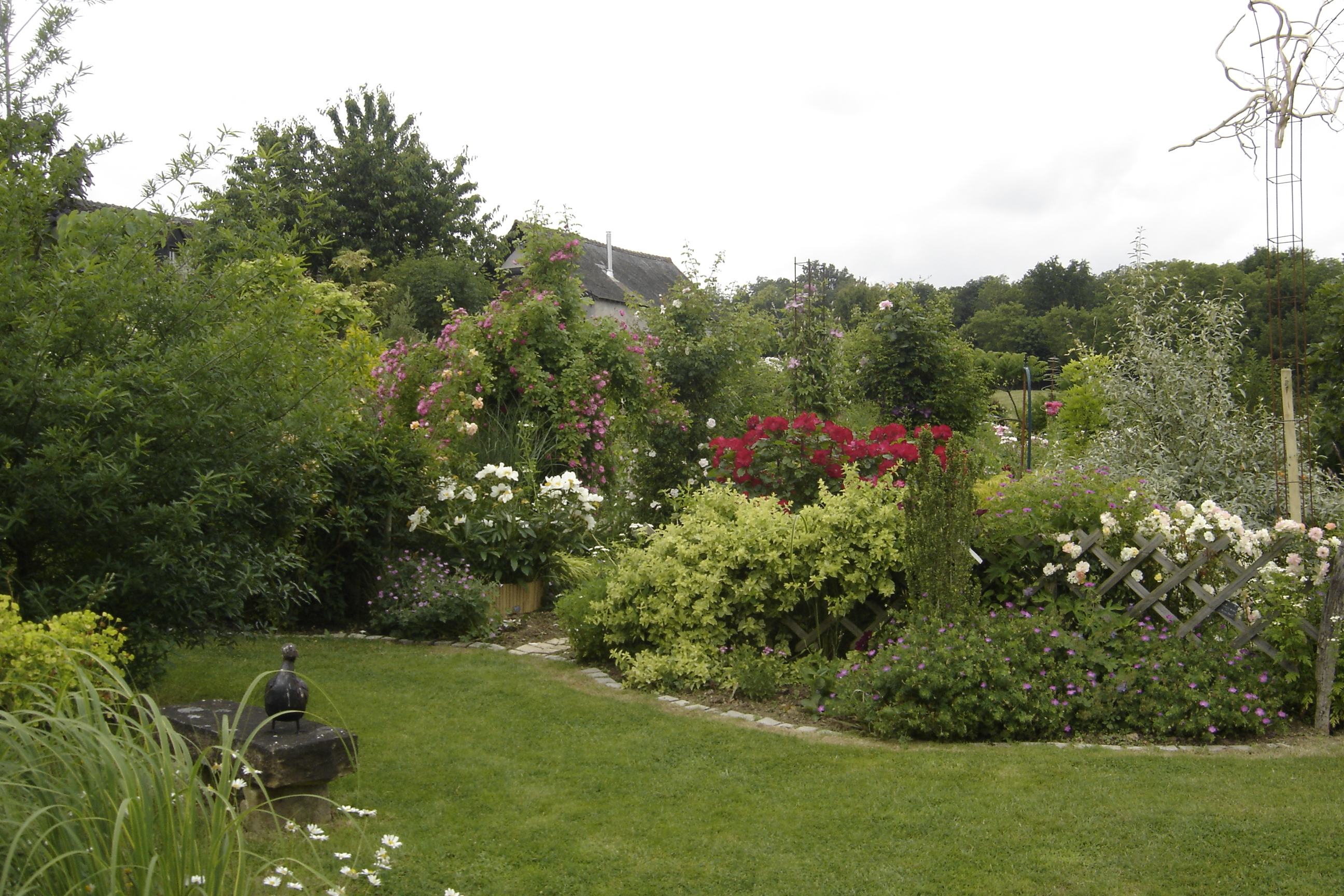
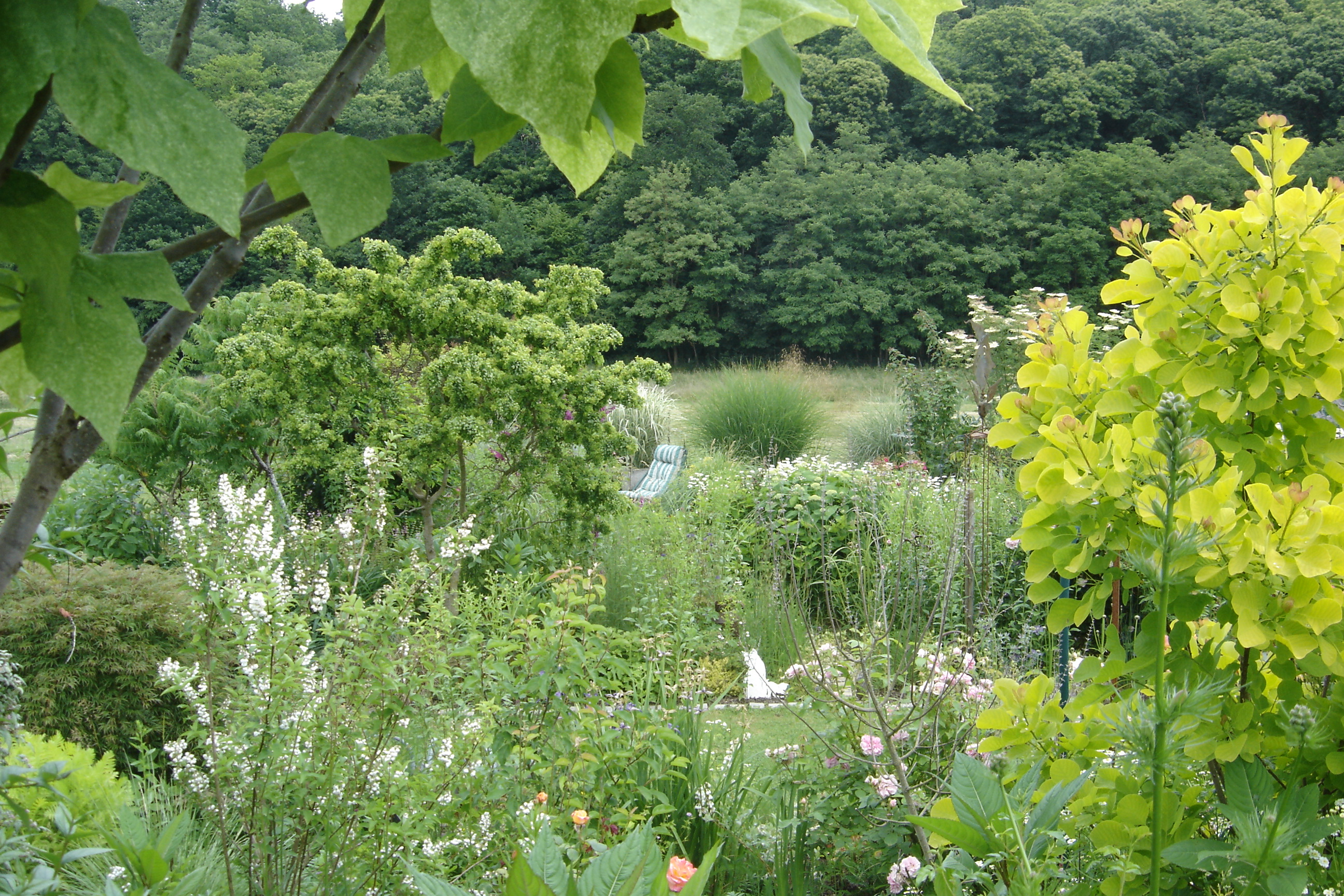

#### Le moulin aux clercs et autres moulins
Le Moulin aux clercs, situé sur la Choisille de Beaumont, pourrait être le plus ancien de Cerelles. On le trouve sur un acte dès 1221. Il est le seul à figurer sur plusieurs cartes anciennes, dont celle de Cassini sous le nom de moulin Mauclerc. Moulin banal, il appartient à l'abbaye de Marmoutier jusqu'à la Révolution où il est vendu comme bien national. Il a été rehaussé au XIXe siècle. À cette époque, il a la roue sous le bâtiment (cas assez rare) avec une chute de 2,55 m et deux paires de meules. Il possède encore une partie de son mécanisme, une roue à augets visible sous la construction, de l'intérieur et de l'extérieur, par la sortie voutée du canal rejoignant le bief, mais les meules ont disparu.
Très bien restauré, il est actuellement propriété privée.
Deux autres moulins sont devenus des maisons d'habitation : le moulin de Renouard et le moulin de la Gravelle. Existaient aussi le moulin de Vaulinard, sur la Choisille de Chenusson, et le moulin des Cormiers, au Gué des Prés - moulin à tan qui a totalement disparu.

#### Galerie

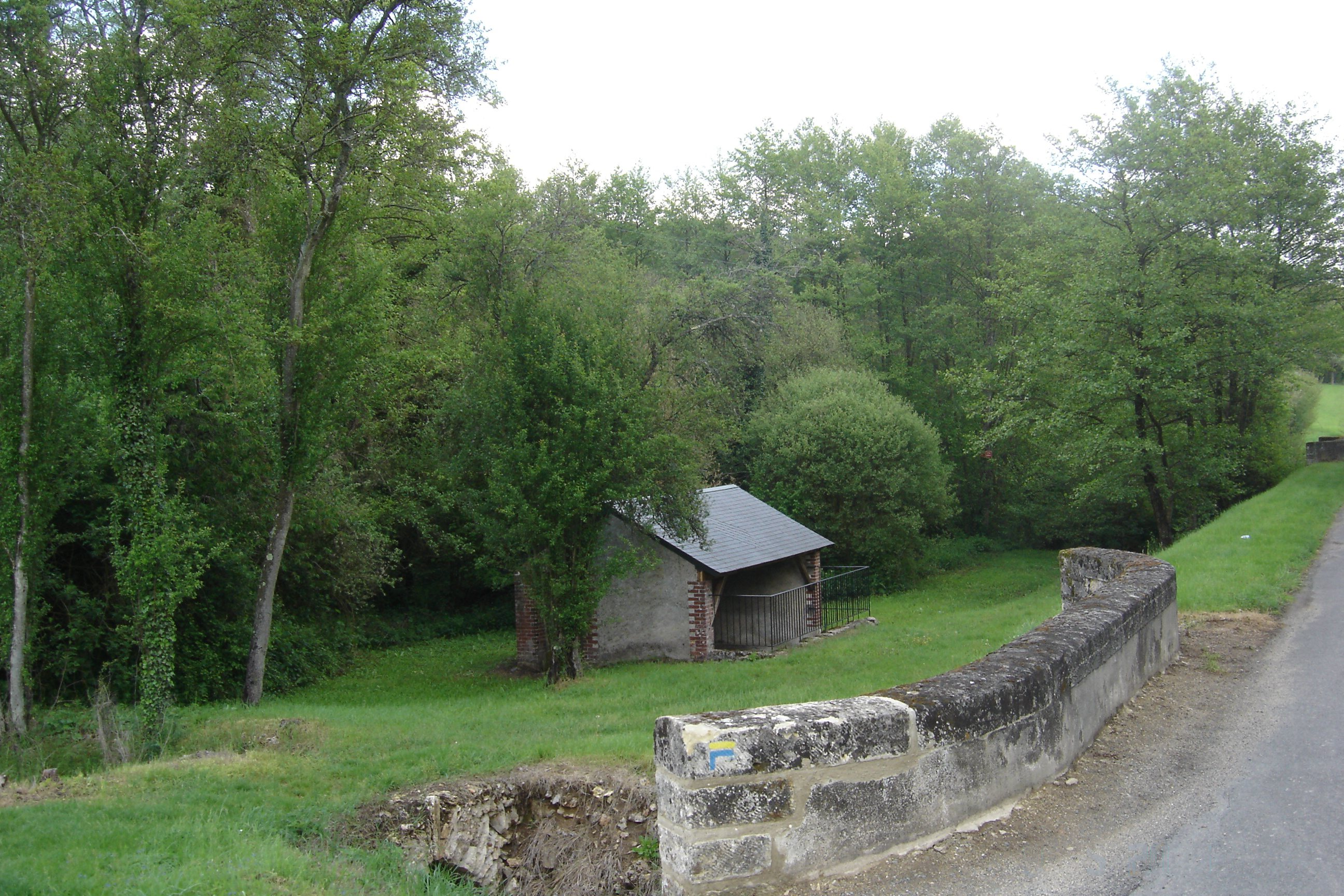
Lavoir du Gué-Bolin
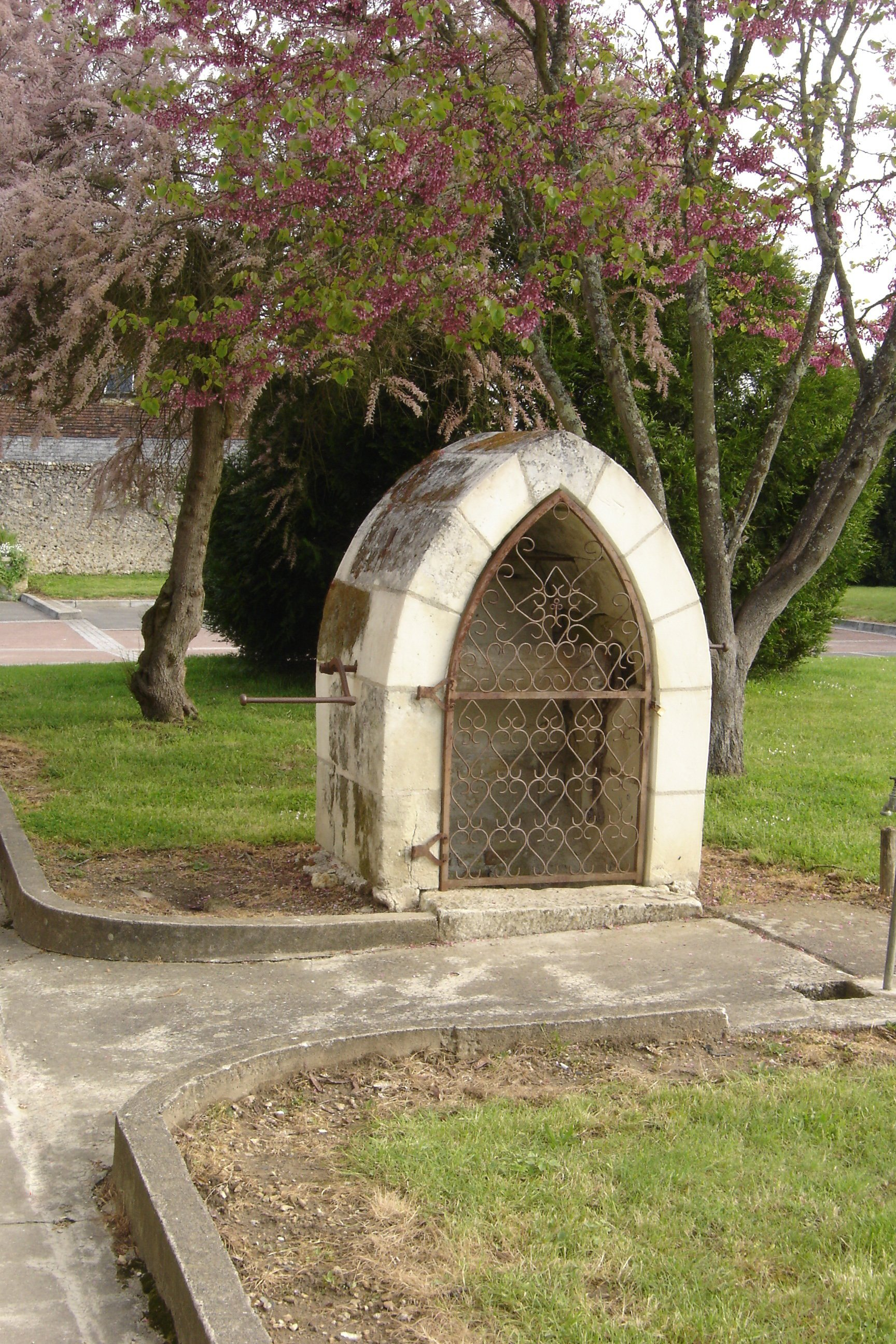
Puits-chapelle
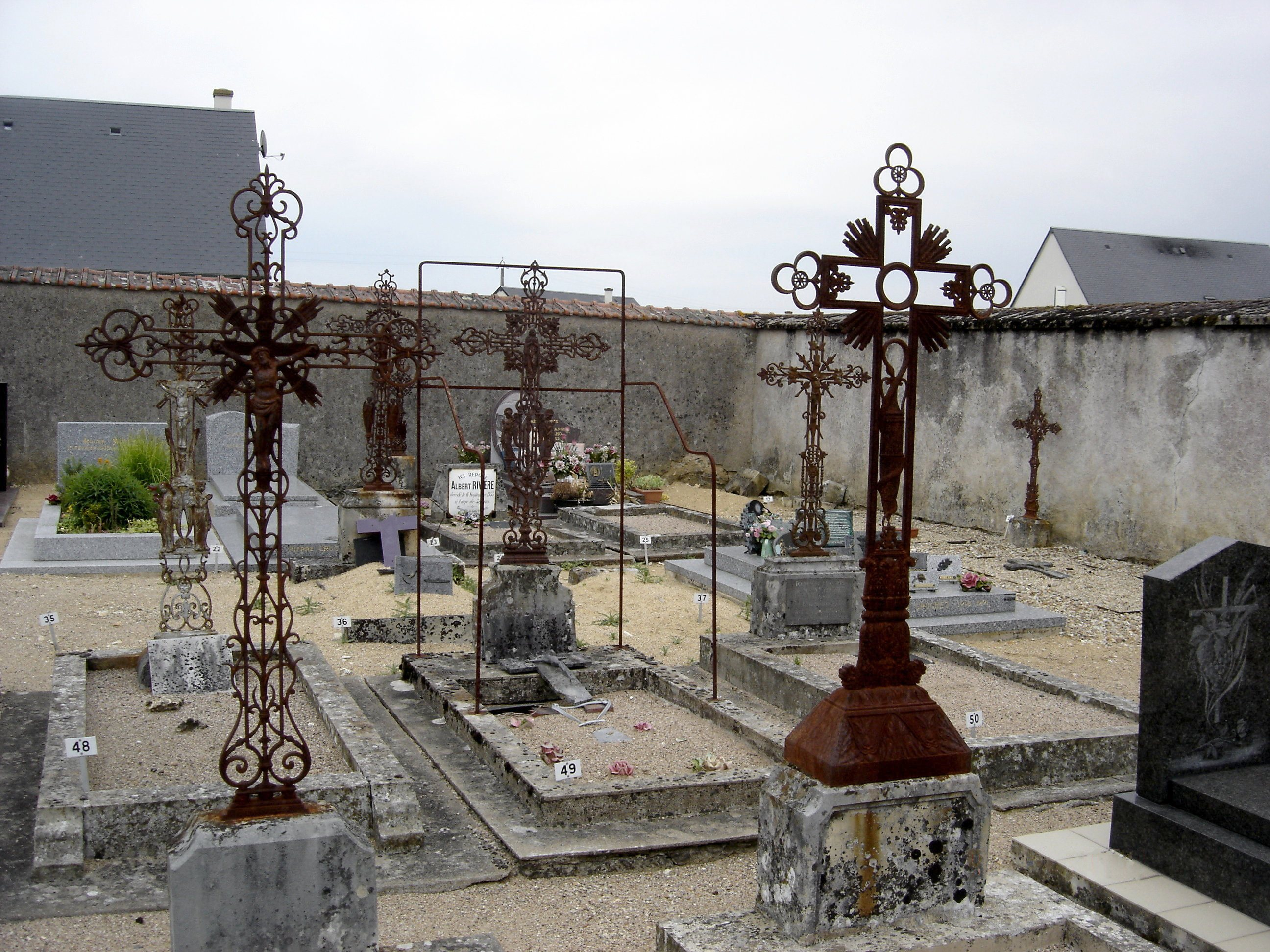
Croix anciennes du cimetière
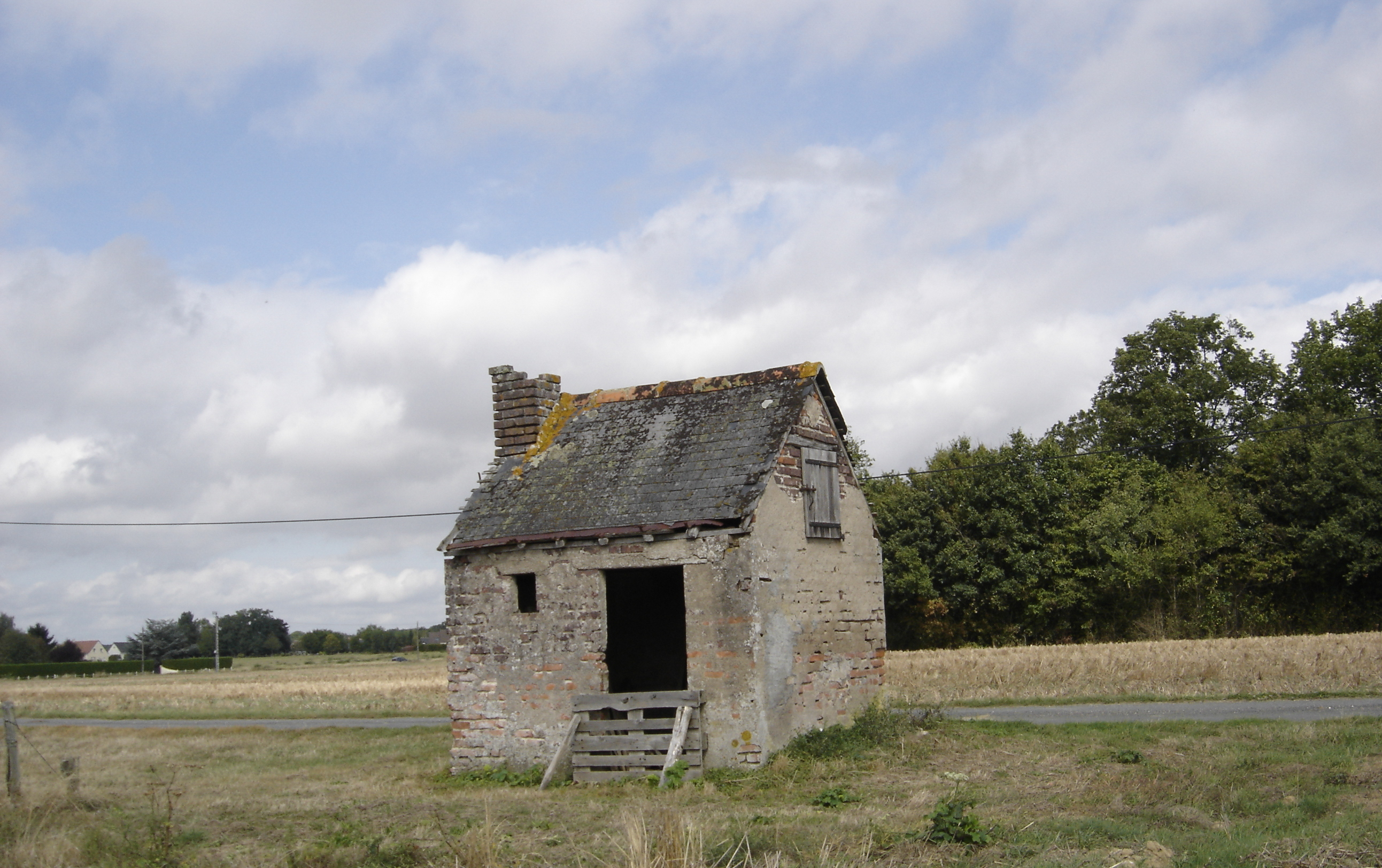
Maison de vigne

### Personnalités liées à la commune

#### Marin Piballeau
Marin (ou Martin) Piballeau, seigneur de la Bédouère au XVIe siècle, participe à la création de la première Église réformée de Tours. Il est, selon le théologien Théodore de Bèze, « un homme de grand zèle mais extrêmement présomptueux ». Ainsi nomme-t-il lui-même un pasteur sans consulter les membres du Consistoire, ce qui est très mal perçu par ses coreligionnaires. En 1561, il tente de prendre de force l'abbaye de Saint-Martin de Tours, parvient à occuper l'église du couvent des Cordeliers, maintenant démolie, et à la transformer en temple, ce qui lui vaut d'être emprisonné. Pour une courte durée puisqu'en 1562, alors que les protestants s'emparent de Tours, il attaque le couvent des Minimes de Plessis-lès-Tours à coups de canon. Puis il fait transporter chez lui plusieurs charretées de meubles et de livres, racontant que le prince de Condé lui a donné le couvent. Un mois plus tard, il fait brûler les reliques de saint François de Paule.
En juillet, les troupes royales reprennent le contrôle de la ville et Piballeau est pendu avec vingt-sept proches. Trois ans plus tard, sa famille peut récupérer ses biens dont la forteresse de la Bédouère.

#### La famille Taschereau
La famille Taschereau, famille de noblesse de robe de Tours, a été propriétaire de Baudry de 1633 à 1824. Son membre le plus éminent, Gabriel Taschereau de Baudry (1673-1755), est d'abord lieutenant de police à Tours. Il entre en 1710 au service de la princesse Palatine, Charlotte de Bavière, en 1715 au Conseil des finances du régent puis au Conseil d'État.
Il possède en plus du château familial de nombreuses propriétés en Touraine - à Chanceaux-sur-Choisille, Monnaie, Nouzilly,Notre-Dame-d'Oé, Bléré, Ambillou etc. - et a laissé à sa mort l'une des plus grosses fortunes du royaume.

#### La famille Reille
La famille Reille est propriétaire de Baudry depuis 1828, date à laquelle François Victor Masséna, qui l'avait acheté trois ans auparavant, le revend à son beau-frère, le général de division comte Honoré Charles Reille (Antibes 1775, Paris 1860).
Ce dernier sera promu à la dignité de maréchal en 1847, sous Louis-Philippe.

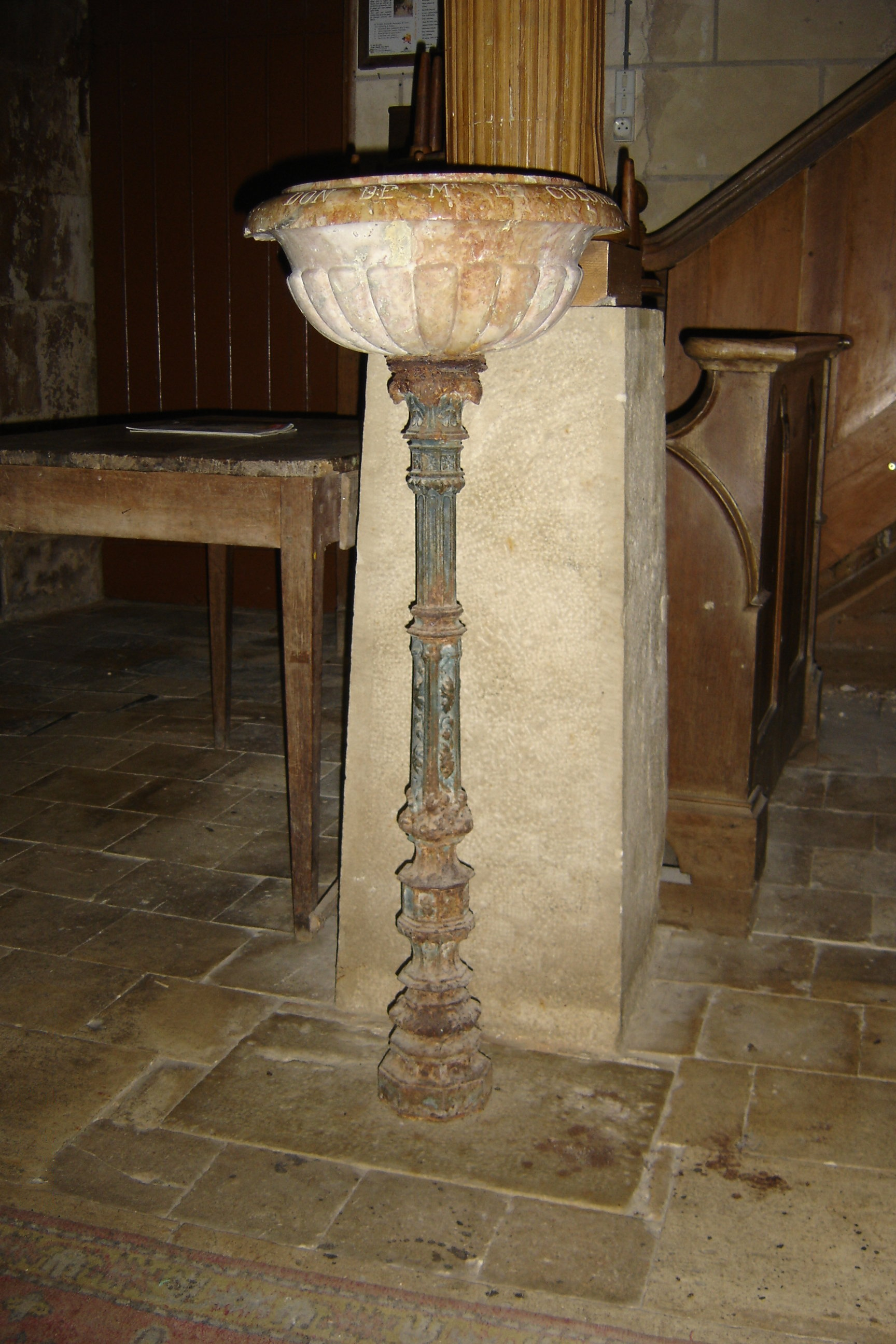
Bénitier de marbre rouge offert par le comte André Reille à l'église de Cerelles.

Son fils aîné, le comte André-Charles-Victor Reille (1815-1887), embrasse également la carrière militaire. Il entre à l'école spéciale militaire en 1832 et en sort lieutenant en 1838 avec un rapport élogieux de ses supérieurs : « Ce jeune officier, doué d'un heureux caractère et d'amour de son métier, donne les plus belles espérances […] Éminemment propre à la guerre ». Il participe à la conquête de l'Algérie et en 1840 est fait chevalier de la Légion d'honneur.
Sous le Second Empire, il participe à la campagne d'Italie (1859) et à la guerre de Crimée comme général de brigade, aide de camp de Napoléon III.
De Sébastopol, il rapporte une coupe de marbre rouge, prise au cercle de noblesse de cette ville, qu'il offre à l'église de Cerelles pour en faire un bénitier. En 1870, âgé de 55 ans, il demande l'autorisation de se marier qui lui est accordée. Le 9 mars, il épouse Louise Marie Charlotte de Bongars, de sept ans sa cadette. Mais dès le 19 juillet, il est rappelé : la guerre de 1870 est déclarée. Six semaines après, le 1erseptembre 1870, lors de la bataille de Sedan, Napoléon III le charge de porter à Guillaume Ier d'Allemagne son épée et le billet suivant : « Monsieur mon frère, n'ayant pu mourir au milieu de mes troupes, il ne me reste qu'à remettre mon épée entre les mains de Votre Majesté. Je suis, de Votre Majesté, le bon frère. » À quoi Guillaume Ier répond :

« Monsieur mon frère, en regrettant les circonstances dans lesquelles nous nous rencontrons, j'accepte l'épée de Votre Majesté et je la prie de bien vouloir nommer un de vos officiers, muni de vos pleins pouvoirs, pour traiter de la capitulation de l'armée, qui s'est si bravement battue sous vos ordres. De mon côté, j'ai désigné le maréchal Helmuth von Moltke. Je suis, de Votre Majesté, le bon frère. »

André Charles Reille subit alors le sort commun de l'armée française et devient prisonnier de guerre. Il passe sept mois en Allemagne en tant que tel. À son retour, il demande sa mise en disponibilité : « Je désire jouir de cette position au château de Baudry, près Tours (Indre et Loire) où je me rends ». Cependant, en 1873, il prend le commandement de la 3e brigade de chasseurs et, en 1875, il est promu général de division. En 1880, il entre dans le cadre de réserve et n'exerce plus de commandement effectif mais sert comme inspecteur général.
Le neveu du comte André Reille, le baron Polyeucte Victor Gustave Reille, plus communément appelé le baron Victor Reille (1851-1917), deuxième fils de Gustave-Charles-Prosper Reille (frère d'André Reille), hérite de la moitié de Baudry à la mort de son père, et rachète la seconde moitié aux autres héritiers. C'est grâce à sa restauration du château et du parc que Baudry sera appelé le « Versailles de la Touraine du Nord ».
Le fils de Victor Reille, le baron Karl André Jean Marie Reille (1886-1975) en hérite à la mort de ses parents. Passionné de chasse à courre, il reprend jusqu'en 1913 le Rallye Baudry fondé par son père en 1905. Après une interruption due à la guerre, il lance le Rallye Gaiement (1921-1936). Aquarelliste de talent, il publie plusieurs livres illustrés de ses œuvres sur la vénerie et les gentilhommières de Touraine.
Antoine Reille, benjamin des six enfants de Karl Reille, est un physicien, ancien élève de l'École normale supérieure (ENS). Passionné d'ornithologie, il a collaboré à l'émission Les Animaux du monde réalisée et produite par François de La Grange à partir de 1969. Il a écrit, seul ou en collaboration avec François de la Grange, de nombreux livres sur les animaux, l'homme et la nature, y compris un livre pour les enfants. Il a également publié des œuvres de son père. Il est depuis 2008 maire de Nouzilly.

#### Eugène Napoléon Flandin
Eugène Flandin (Naples 1809-Tours 1889) a été maire de Cerelles de 1850 à 1866 puis vice-président du conseil de préfecture de l'Indre-et-Loire de 1867 à 1876. Propriétaire de la Bédouère de 1848 à 1863, il fait construire le châtelet de Roiville qu'il habite ensuite. Peintre orientaliste de talent, archéologue, il est chargé de mission en Perse de 1840 à 1842 avec Pascal Coste, puis il part seul en Mésopotamie en 1844. Il y inventorie et dessine des monuments anciens et modernes. Auteur de plusieurs ouvrages relatifs à ses missions. Décoré de la Légion d'honneur en 1842 et commandeur de l'Ordre impérial de Perse.

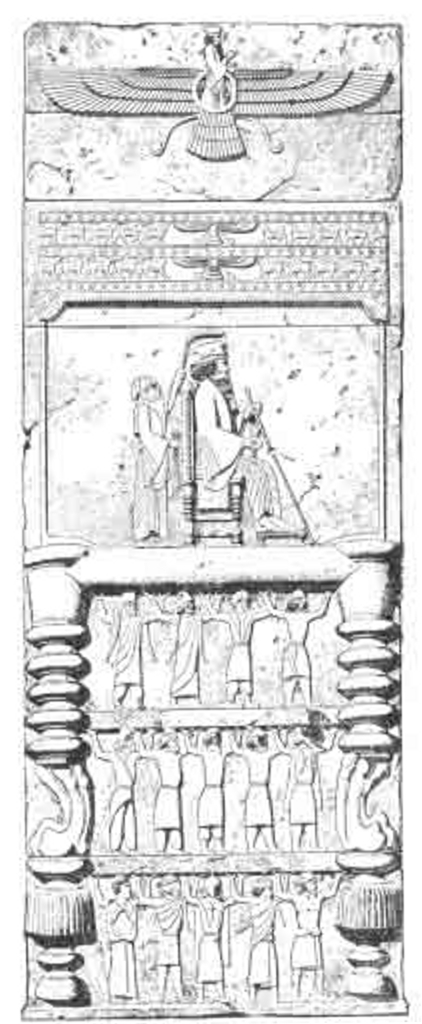
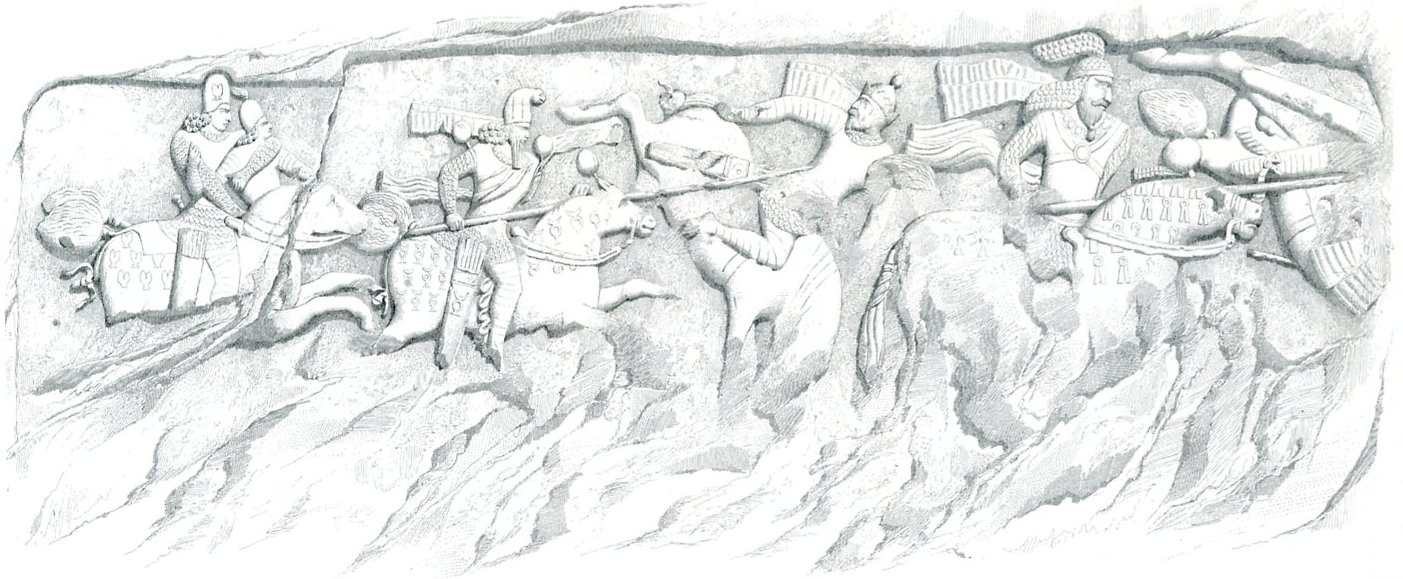
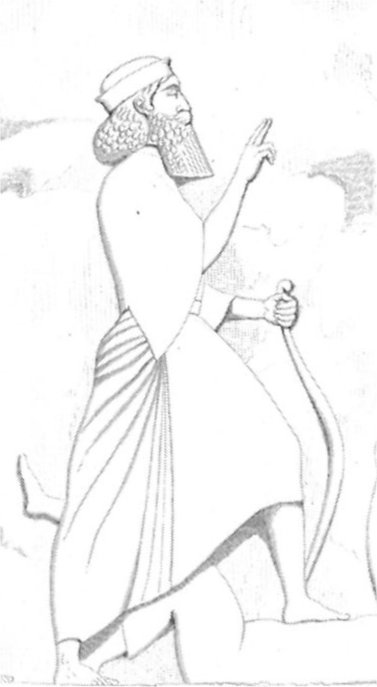

En tant que peintre, il a essentiellement été inspiré par ses voyages, ce que les Cerellois peuvent regretter. En Touraine, il a cependant réalisé quelques croquis de monuments et des aquarelles des bords de Loire.

#### Georges-François-Eugène Houssard
Né à Cerelles le 19 octobre 1814, fils de Pierre-Georges Houssard qui a été maire de Cerelles pendant 43 ans (de 1806 à 1849), Georges-François Houssard est Conseiller général du canton de Neuillé-Pont-Pierre de 1852 à 1885, président du conseil général en 1871 et député d'Indre-et-Loire de 1868 à 1876 puis sénateur de cette date à 1879.

#### André Desvages
André Desvages, Cerellois depuis 1955, est un ancien coureur cycliste. Il a participé entre autres aux Jeux olympiques de Tokyo de 1964 et au Tour de France de 1968 où il est arrivé 1er de la cinquième étape.

#### La famille de Mauléon
Le comte Joseph de Mauléon de Bruyères achète le château de la Bédouère en 1988. Il y décède en 1991, laissant la propriété à son fils, Edmond de Mauléon. Ce dernier y aménage un espace animalier, fruit d'une passion acquise par le biais d'un parc familial dans le Loir-et-Cher : Montevran (41), ancienne propriété d'un des plus grands explorateurs du XIXe siècle : Edmond de Montaigne de Poncins (1868 † 1937), marié à l'une des héritières du château d'Azay-le-Rideau : Marguerite de Biencourt.
Edmond de Mauléon, en lien avec d'autres parcs animaliers, la communauté scientifique et tous les passionnés d'animaux, mène de front un travail d'information par le biais des médias, de pédagogie en liaison avec les écoles, particulièrement celle du village, de préservation d'espèces et, à l'occasion, de sauvetage d'animaux en péril.

#### Olivier Seguin
Olivier Seguin est un sculpteur français qui a acquis à Cerelles, en 1985, une maison qu'il habite depuis sa retraite. Ci-dessous, Olivier Seguin dans son parc de sculpture à l'Héreau.

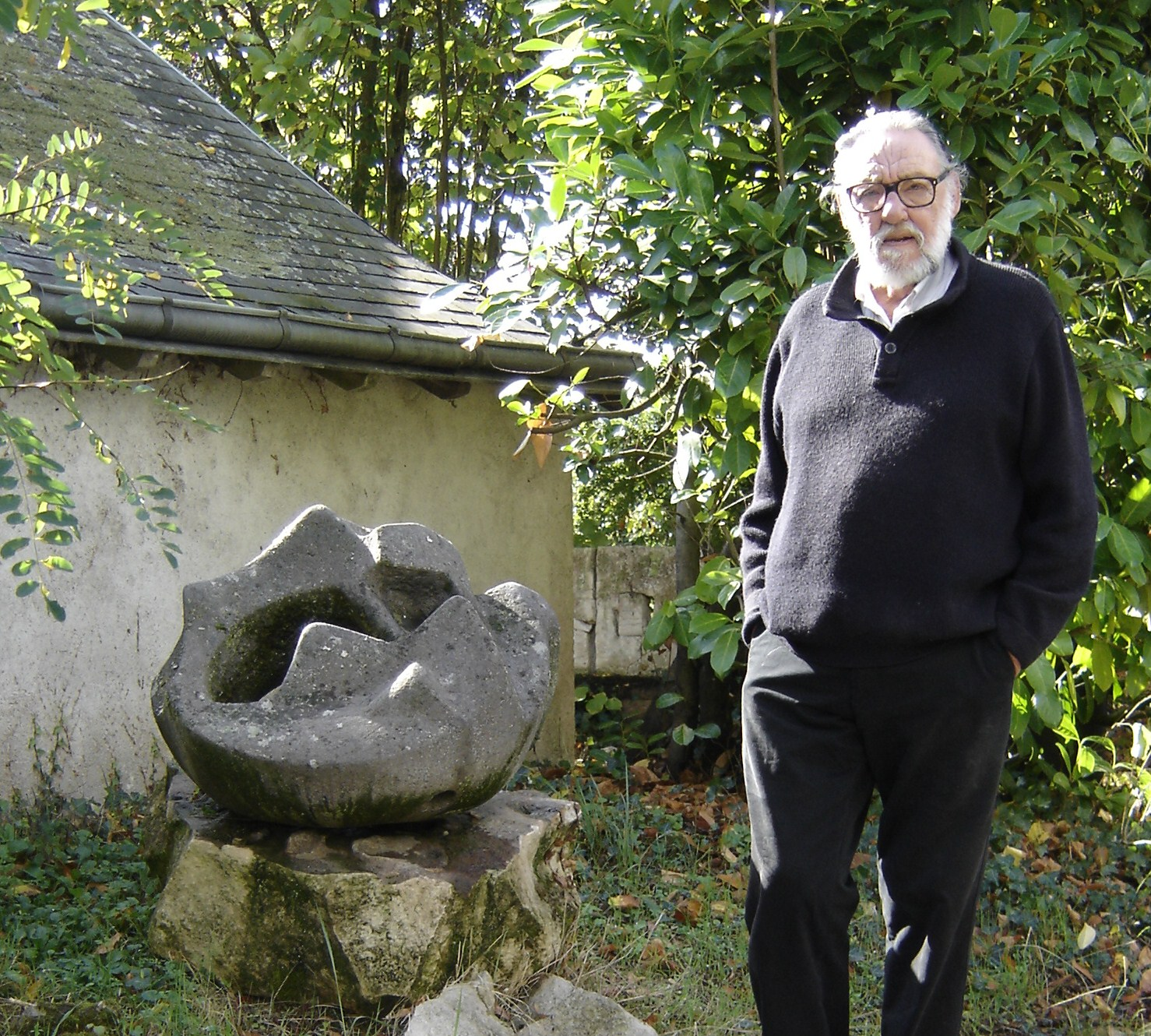
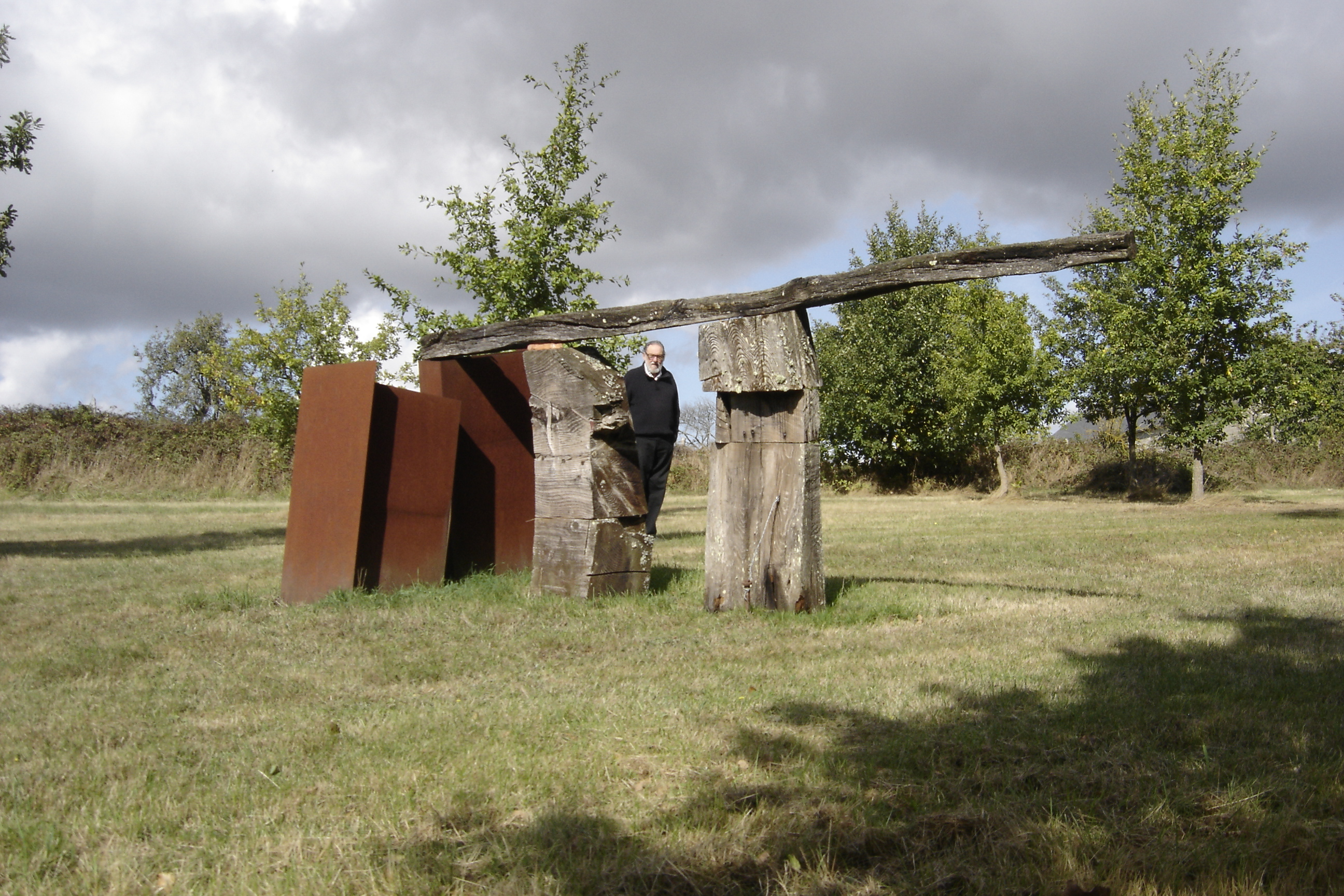
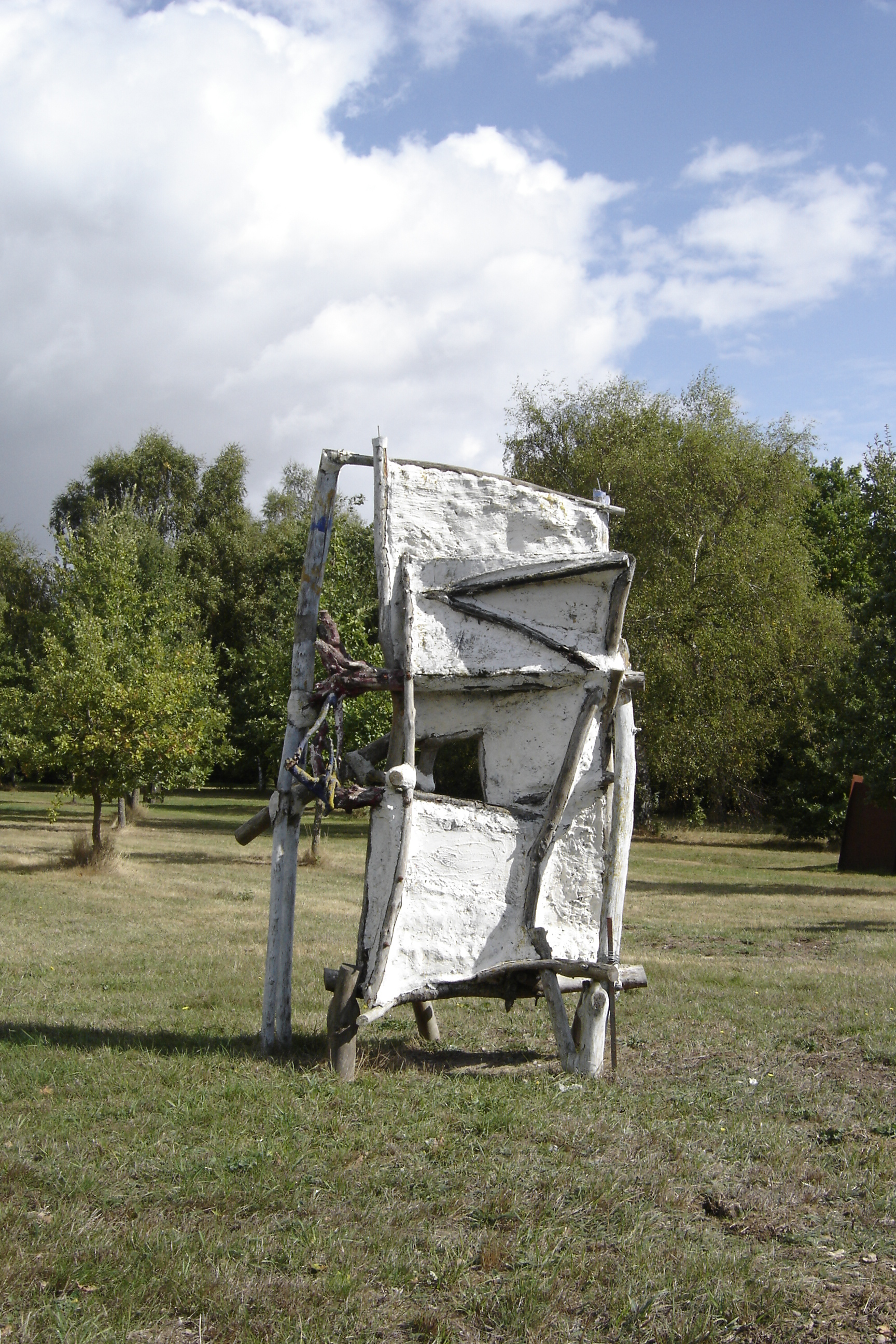
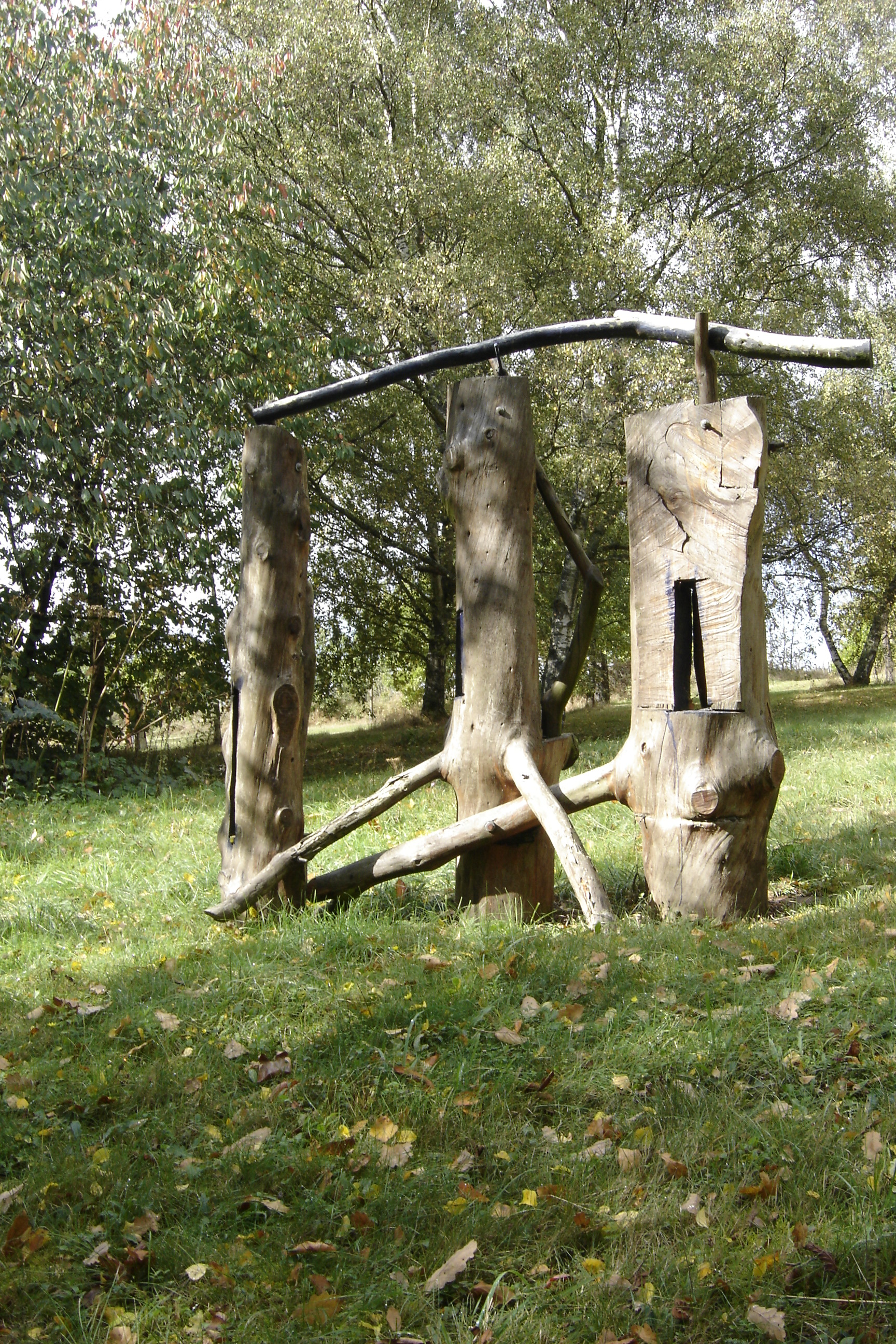